# Гонзага (род)
Гонзàга / Гондзàга (на италиански: Gonzaga) са едно от най-известните княжески семейства в Европа,  главни герои на италианската и европейската история от XIV до XVIII век. 
Те управляват Мантуа, първо като сеньори, започвайки от 1328 г., след това като маркизи и херцози до 1707 г. Те също така управляват Маркграфство и след това Херцогство Монферат. Техни кадетски клонове управляват в Италия Херцогство Гуастала, Херцогство Сабионета, маркграфствата Весковато, Луцара, Палацоло и Кастел Гофредо, Кастильоне и Солферино, княжествата Боцоло и Кастильоне, и Графство Новелара. В чужбина кадетски клон управлява френските херцогства Невер, Ретел, Майен и Княжество Арш.
Запазват водеща роля в италианския и европейски политически контекст благодарение на своите посланици и умела брачна политика, която води до укрепване на отношенията със Свещената римска империя, Испания, Франция и със суверенните династии и най-видните благороднически семейства на времето.
Допълнително повишават престижа си, като сключват брак през XVII век с едно от най-важните кралски семейства в Европа – Хабсбургите, когато Елеонора Гонзага става първата императрица от дома, омъжвайки се за Фердинанд II през 1622 г. Елеонора Мадалена Гонзага-Невер на свой ред става императрица, като се омъжва за  Фердинанд III. Мария Луиза Гонзага-Невер става два пъти кралица на Полша, омъжвайки се за Владислав IV Васа и за Ян II Кажимеж.
Семейството дава и един светец – Алоизий Гонзага, десет кардинали и дванадесет епископи на Католическата църква.
Тяхната голяма слава е свързана и с факта, че популяризират в продължение на няколко поколения художествения и културен живот на най-високо равнище. Художествената колекция на Гонзага (наречена на итал. Celeste Galeria) е много известна, включва произведения на най-известните художници от епохата на Ренесанса и на Барока и е до голяма степен продадена на краля на Англия Чарлз II, когато владетелите на Мантуа се оказват в икономически затруднения. Гонзага, в допълнение към визуалните изкуства, също поддържат много велики произведения на литературата и на музиката.

## История

### Общ преглед
Произхождащи от едноименния град Гондзага в Мантуанско Олтрепо, Ломбардия, от който взимат името си, Коради-Гонзага (или „Гонзинги“) са доверени хора на гвелфската партия на монасите от Абатство „Сан Бенедето ин Полироне“ (в Сан Бенедето По). Документът, в който „да Гондзага“ се появяват за първи път (с някой си Опицио де Гонзага) е акт, в който великата графиня Матилда от Каноса потвърждава някои активи на абатството с дата 13 август 1096 г. Основателят Луиджи I Гонзага решава семейството да вземе фамилното име „Гондзага“ от мястото си на произход.

На 16 август 1328 г. Луиджи I Гонзага сваля господството на рода Бонаколси над Мантуа с помощта на войските на рода Скалиджери и на своя зет Гулиелмо Ацоне Кастелбарко. Той се присъединява към фракцията на гибелините и се налага като капитан на народа, като е признат като имперски викарий от Лудвиг IV Баварски. Гонзага управляват Мантуа от 1328 до 1708 г. като наследници на сем. Бонаколси.
През 1433 г. Джанфранческо I Гонзага успява да получи титлата „маркиз“ директно от ръцете на император Сигизмунд Люксембургски в Мантуа, като плаща 12 хил. златни флорина – така той успява да трансформира длъжността от изборна в наследствена. Ражда се Маркграфство Мантуа.
Федерико II Гонзага получава титлата „херцог“ от ръцете на император Карл V в Мантуа през 1530 г. Така се ражда Херцогство Мантуа.
През 1536 г. Гонзага получават Маркграфство Монферат чрез брак с Палеолозите.
През 1539 г. те купуват Херцогство Гуастала. Главната линия изчезва през 1627 г., което предизвиква Войната за мантуанското наследство.
Херцогствата Невер и Ретел са продадени през 1659 г. на кардинал Джулио Мазарини.
Херцогствата Мантуа и Монферат са на страната на французите и императорът влиза там.
През 1708 г. територията на Монферат е присъединена към Савойското херцогство и господството над Мантуа след 400 години преминава в австрийски ръце.
Страничните линии на Гонзага изчезват през XVIII век: князете на Боцоло през 1703 г., князете на Новелара през 1728 г., херцозите на Гуастала през 1746 г. и маркграфовете на Луцара през 1794 г. Само една странична линия на князете на Весковато, наследници на Джовани Гонзага, живял през XV – XVI век, съществува и днес.

### Произход
Съществуват различни хипотези за произхода на фамилията (ломбардска, меровингска или просто идваща от топонима de Gonzaga („от Гондзага“), които следват една след друга през вековете, но никоя не изглежда ясно да преобладава над останалите. През XII век Филипо Коради получава земите на Гондзага (откъдето родът получава името си) – феод, принадлежащ на графовете Казалоди, от абата на бенедиктинското абатство „Сан Бенедето ин Полироне“ в Сан Бенедето По. С името „Коради да Гондзага“ те се установяват в Мантуа в края на XII век, където заемат политически и религиозни позиции. Господарите на Мантуа произхождат от Гуидо Коради да Гонзага, който се бори срещу крал Манфред Сицилиански, и от петте му сина: Луиджи – първият капитан на народа, Джентиле, Гуалтиеро, Абрамино и Петронио. През 1332 г. дожът Франческо Дандоло им дава венецианския патрициат.
От 30 април 1335 г. семейството използва само името „Гонзага“, поради което Луиджи I Гонзага се смята за основател на семейството. Елиминирането на фамилното име „Коради“ се случва, защото фамилното име е неудобно в сравнение с гореспоменатия топоним de Gonzaga.

#### Произход на името
Би могло да произлиза от латинското име Verecundus, с добавянето на наставката -aca (т.е. verecundus-aca ), по-късно съкратена на cundus-aca и която в крайна сметка води до местния резултат в Гондзага. Според Гаспаре Шиопио – историк на семейството, то произлиза от германската лема gunzo, преводимо на „зелено и приятно“.

### Гонзага от Мантуа (главна линия)
Коради да Гондзага завоюват властта в Мантуа с Луиджи I, сваляйки Риналдо Бонаколси, известен като „Пасерино“, на 16 август 1328 г. Държавният преврат, довел до смъртта на последния от рода Бонаколси, е възможен благодарение на съюза с Кангранде I дела Скала от Верона. Следователно, възползвайки се от илюзията на последния, че може да включи Мантуа в своите владения, след като Бонаколси са победени, и разчитайки на подкрепата на народа на Мантуа, започва вековното господство на Гонзага над град Мантуа, което завършва чак през 1707 г.

#### Капитани на народа
Господството на Мантуа започва с политическата фигура на капитана на народа, създадена по същество, за да балансира силата и авторитета на благородническите семейства. Първият избран капитан, след като поема властта, е Луиджи I Гонзага на 25 август 1328 г. Бунтът, горещо подкрепян от народа и с подкрепата на Кангранде I дела Скала, е успешен благодарение на пълната вяра на Бонаколси, приятели на Гонзага и господари на града, че са им лоялни. Франческо I, като възлага изграждането на замъка Сан Джорджо през 1395 г., създава основите за изграждането на бъдещия дворец на Гонзага. След като увеличават своята земя и парични активи, тяхното господство продължава без прекъсване до септември 1433 г. с издигането на феодалното владение до маркрафство.

#### Маркграфове на Мантуа
Маркграфството започва през 1433 г. с връчването от император Сигизмунд Люксембургски на маркграфските инсигнии в Мантуа на Джанфранческо Гонзага, който купува титлата за 120 хил. златни флорина. Приятелските отношения с рода Есте и господарите на Милано датират още от маркграфството. Благодарение на Лудовико III Гонзага Мантуа се отличава в областта на изкуството: делото на художници като Андреа Мантеня оставя незаличима следа в историята на града. Благодарение на Гонзага в този период се ражда Мантуанската школа, предназначена да се превърне в една от основните школи на италианската ренесансова живопис. С Изабела д’Есте –  една от най-важните жени на Ренесанса, която се омъжва за  Франческо II Гонзага през 1490 г., градът преживява период с голямо художествено значение. Палацо Те е построен при Федерико II Гонзага и по този начин, с номинирането му за херцог през 1530 г., този особено плодотворен артистичен период в историята на Мантуа завършва.

#### Херцози на Мантуа
Херцогство Мантуа започва през 1530 г. с Федерико II, който получава титлата от император Карл V. Херцогът на Мантуа също е маркграф на Монферат (1536 – 1574), а след това херцог на Монферат (1574 – 1708).
Под управлението на Гулиелмо Гонзага Мантуа става един от най-прекрасните и престижни дворове в Европа и семейство Гонзага е много богато: той е проницателен и проницателен политик, способен да остане независим от владетелите на времето (Папство, Империя, сили като Испания и Франция). С невъздържания Винченцо I, любител на хазарта и пороците, започва бавният, но неумолим упадък на семейството. След смъртта на Винченцо II през 1627 г. прекият клон Гонзага ди Мантуа изчезва и това води до Войната за мантуанското наследство: Карло I трябва да понесе разграбването на Мантуа на 18 юли 1630 г. от наемниците ландскнехти, които донасят и чума. Херцогската титла преминава към френския клон Гонзага-Невер, който произхожда от Лудовико Гонзага-Невер.
Карло II, за да изплати семейните финанси, продължава продажбата на известната колекция от произведения на изкуството Celeste Galeria, започната от неговия предшественик. С десетия и последен херцог Фердинандо Карло, който не е много склонен към управлението на държавата, през 1707 г. приключват почти четири века на династията Гонзага, а с тях и държавният статут на херцогствата Мантуа и Монферат. Мантуанското херцогство е анексирано към Миланското херцогство.

#### Маркграфове, после херцози на Монферат
Маркграфство Монферат е стара италианска държава, разположена в Пиемонт, управлявана от рода Алерамичи от 967 до 1305 г. и от рода Палеолози от 1306 до 1533 г. След смъртта на Джовани Джорджо без наследник през 1533 г. възниква спор за наследството между херцога на Мантуа Федерико II Гонзага и Карл III Савойски, херцог на Савоя. Император Карл V поверява имперския феод на Федерико II Гонзага, съпруг на Маргарита Палеологина, по силата на потеклото на Палеолозите. През 1575 г. император Максимилиан II издига маркграфството в херцогство. През 1627 г. мантуанският клон на Гонзага изчезва и херцогската титла преминава към френския клон  Гонзага-Невер. Тяхното управление, въпреки различни конфликти, продължава до 1708 г.

### Гонзага-Невер
Клонът произхожда от Лудовико Гонзага, трети син на Федерико II, който, като се жени за Хенриета дьо Клев през 1565 г., става херцог на Невер и на Ретел. След смъртта през 1627 г. на братовчед му Винченцо II Гонзага – последният потомък на пряката линия на Гонзага, Карло I, след Войната за Мантуанското наследство, поема властта като наследник на Херцогство Мантуа.
Със сем. Гонзага-Невер продължава упадъкът на многовековната династия, започнал с Винченцо I. Първите знаци са дадени от непрекъснатите нашествия на ландскнехтите, които с разграбването на Мантуа през 1629 г. водят града, дотогава смятан за непревземаем, до бедност. Продажбите на семейната колекция от произведения на изкуството – известната Celeste Galeria, също продължават при херцог Карло I. С експулсирането на последния херцог Фердинандо Карло Гонзага-Невер, обвинен в престъпление, защото е позволил на гало-испанските войски да влязат в Мантуа през 1708 г., територията на Монферат е присъединена към Савойското херцогство и Мантуа попада под австрийско господство.

#### Херцози на Невер и на Ретел
Графство Невер е средновековно бургундско феодално образование, съществувало от IX век до 1789 г. със столица град Невер. През 1539 г. е издигнато в херцогство. Управлявано е от Гонзага-Невер от 1565 до 1659 г., когато е продадено на кардинал Мазарини.
Графство Ретел е историческа територия от X век до 1789 г. в Северен Шампан в регион Шампан-Ардени в Североизточна Франция. През 1581 г. крал Анри III издига графството на Карло I Гонзага-Невер в херцогство. Управлявано е от Гонзага-Невер от 1581 до 1659 г., когато е продадено на кардинал Мазарини.

#### Князе на Арш
Княжество Арш е родено през 1608 г. по волята на Карло I Гонзага-Невер, херцог на Невер и на Ретел, след създаването от нулата на град Шарлевил. През 1708 г. е присвоено от короната на Франция. Гонзага-Невер го управляват от 1608 до 1708 г.

#### Херцози на Майен
Управлението на Херцогство Майен от Гонзага започва през 1621 г. с Карло, син на Катерина дьо Майен, който получава титлата от брат си Анри дьо Майен, който умира през 1621 г. без потомство. През 1654 г. Карло II продава херцогството на кардинал Мазарини.

### Гонзага от второстепенни княжества
Освен най-важният клон на Мантуа има множество по-малки, които се радват на пълна автономия в сравнение с основния клон, като са инвестирани директно от императора. До първата половина на XIV век господарите на Мантуа управляват държавата си обединено. Първото разделение се случва благодарение на Фелтрино Гонзага, който поставя началото на кадетския клон Гонзага от Новелара и Баньоло през 1371 г. Следващото разделение е извършено след смъртта на Джанфранческо Гонзага през 1444 г. и на Лудовико III Гонзага през 1478 г. Династията оформя два вида територии: „Новата Мантуа“, към която принадлежат всички територии, разположени по границите на тяхната държава, и „Старата Мантуа“, древната общинска територия на град Мантуа. С течение на времето Гонзага така и не успяват да обединят всички свои владения, тъй като смятат граничните земи за второстепенни земи, прерогатив на второстепенните клонове на дома.

## Хералдика на Гонзага

### Гербове
По време на дългата си история династията Гонзага променя герба си няколко пъти. Със завземането на властта през 1328 г. Луиджи I взима прост герб с черни и златисти хоризонтални ленти. С раждането на маркграфството от 1433 г. за пръв път на герба се появяват имперските орли в „спуснат полет“ и червеният кръст – символ на Комуна Мантуа или на Тамплиерите от XII век, докато оригиналният щит остава в центъра, но с по-малък размер.
- Герб на Коради-Гонзага до 1328 г.
- Първи герб на Гонзага от 1328 до 1389 г.
- Герб на Франческо I, от 1394 до 1433 г.
- Гербове на сем. Гонзага от 1433 до 1510 г.
- Герб на Франческо II, от 1510 до 1519 г.
- Герб на Гонзага след 1530 г.
- Герб на Гонзага от 1575 г.
- Герб на Гонзага-Невер от 1627 г.
- Герб на Гонзага-Ретел
- Герб на херцозите на Майен
- Герб на херцозите на Сабионета
- Герб на Гонзага от Новелара от 1650 до 1678 г.
- Герб на Гонзага от Гуастала от 1575 до 1630 г.
- Герб на херцозите на Солферино
- Герб на Графство Помпонеско от 1593 до 1670 г.
- Герб на Гуериери Гонзага
- Герб на Аривабене Валенти Гонзага
- Герб на Валенти Гонзага
- Герб на Нембрини Гонзага
- Герб на Каталано Гонзага
- Герб на Гонзага-Мишковски
- Герб на Кандида-Гонзага

### Девизи и символи
Много важни членове на дома използват символите като лични емблеми. Един от най-старите и мистериозни такива, избран от Джанфранческо Гонзага, е този на цветето calendula arvensis (или на маргаритката), последван от този на гугутката с мотото Vrai amour ne se change („Истинската любов не се променя“), и двете възприети от Лудовико III. По същия начин лъчистото слънце, също придружено от мотото Per un dexir и морската скала с диамант, придружена от мотото AMUMOK, принадлежат на втория маркиз на Мантуа. Франческо II възприема символа на намордника с мотото Cautius („Предпазлив“). След победата си на река Таро над Шарл VIII Франческо II възприема тигела, присъстващ също на много сводове на неговата градска резиденция Палацо Сан Себастиано, и елена. Изабела д’Есте използва петолинието, присъстващо на тавана на нейния кабинет в Херцогския дворец в Мантуа, римската цифра XXVII, символа Алфа и Омега, символа на свещника и латинската фраза Nec spe nec metu („Нито с надежда, нито със страх“). Федерико II, първият херцог на Мантуа, предпочита саламандъра, придружен от мотото Quod huic deest me torquet („Това, което му липсва, измъчва мен“), което се откроява на много стенописи в Палацо Те в Мантуа и символа на планината Олимп с мотото FIDES (Вяра). Винченцо I приема полумесеца, увенчан с мотото SIC, което би означавало Sic illustrior crescam („Така ставам по-известен“) или Sanguis Iesu Christi („Кръвта на Иисус Христос“).
Много от тези колекции са продадени от 1620 г. и разграбени и унищожени по време на разграбването на Мантуа през 1630 г.

## Гонзага и изкуството

### Небесносиня галерия (Celeste Galeria)
Гонзага подкрепят и покровителстват много художници, за да дадат престиж на семейството си. Те са важни колекционери на произведения на изкуството, на второ място след папите и Медичите. Картините и предметите са излагани главно в Херцогския музей в Мантуа, функционирайки като истински музей в музея.
Фердинандо Гонзага, завръщайки се от Рим през 1612 г. по повод назначаването му за шести херцог на Мантуа, открива много богати художествени дарения в дворците, което изисква работа по каталогизиране. Той лично се заема с реорганизацията, каталогизирането и разполагането на предметите на изкуството. Семейството може да се похвали с най-важния музей в Европа, с 20 000 ценни предмета и 1800 картини от най-престижните художници. Въпреки страстта си към изкуството малко преди смъртта си Фердинандо, в опит да изплати поне частично катастрофалните си дългове, инициира контакти за продажбата на част от известната колекция от произведения на изкуството, натрупана през годините от семейството. Продажбата е приключена от неговите наследници, като се започне с брат му Винченцо II, който продава около 150 картини и 100 статуи на краля на Англия Чарлз I за голяма сума – 30 000 паунда по онова време (най-скъпото придобиване на произведения на изкуството от Английския кралски дом), но считана за малка предвид качеството на включените произведения.
Най-голямото опустошение на колекцията е нанесено през 1630 г. от наемниците ландскнехти, които поставят Мантуа на колене с грабежи и разрушения. Celeste Galeria изчезва.

### Колекциите на Гозага
Семейство Гонзага не само колекционира важни произведения на изкуството. То също така се занимава с развъждането на коне („мантуанските бербери“), за развлечение и за военни цели, от XV век. Много от тези животни са увековечени от различни художници в залите на техните дворци (сред тях Залата на конете в Палацо Те в Мантуа).
Семейството е известно с богатството си от книги в своите библиотеки, много от които се занимават със зоология и ботаника. То строи собствени зоопаркове в своите дворове, където, благодарение на благосклонността, на която се радва от страна на могъщите семейства от онова време, има щрауси, лъвове, соколи и ловни кучета. Господарите на Мантуа също притежават миниатюри, римски медальони и слонски бивни. Изабела д’Есте колекционира черупки, корали и зъби на редки риби. Нейният син Федерико II поисква от чуждестранни търговци леопард, който да бъде обучен за лов, мангуста, за да убива змии, и няколко алигатора.

Още през XV век сем. Гонзага се грижи за красотата на своите дворци, включително за градините. Градината „Семпличи“ в Херцогския дворец в Мантуа в края на XVI век е поверена от херцог Фердинандо Гонзага на грижите на ботаника Фра Дзенобио Боки, който я култивира, следвайки повелите на Зодиака, откривайки силата на лечебните билки и разпределението им на растителни есенции според критериите на тогавашната астрологична медицина.
Гонзага са колекционери на минерали и на редки скъпоценни камъни, диаманти, сапфири, аметисти, перли, смарагди и арменски болюс (глина).
Символ на власт и богатство, през XVI век тримата синове на маркиз Франческо II Гонзага и Изабела д’Есте – Федерико II, Ерколе и Феранте поръчват важни гоблени. Големите артефакти са правени предимно във Фландрия и Италия от фламандски майстори на гоблени.

### Портретите на Гонзага в Колекция „Амбрас“
Серия от миниатюрни портрети на членове на сем. Гонзага се съхраняват в Художествено-историческия музей във Виена. Носи името си и идва от замъка Амбрас в Инсбрук, Австрия, и е поръчан от ерцхерцог Фердинанд II Австрийски – известен колекционер на портрети и на брони. Художествената галерия е увеличена от втората съпруга на благородника, Анна Катерина Гонзага, дъщеря на херцога на Мантуа Гулиелмо. Колекцията включва както герои, принадлежащи към основния клон, така и представители на кадетските клонове на династията. От 33-те портрета, рисувани от придворни художници, пет принадлежат към най-старата линия (включително тези на Гулиелмо и на Винченцо Гонзага), шест към Гуастала, четири към Весковато, осем към Сабионета и Боцоло, пет към Луцара и пет към Кастел Гофредо, Кастильоне е Солферино.

## Рицарските ордени на Гонзага
Като доказателство за своята голяма религиозна вяра семейство Гонзага създава множество рицарски ордени:
- Орден на Жълтия шнур, създаден от Лудовико Гонзага-Невер през 1580 г.
- Военен орден на Кръвта на Исус Христос, създаден от Винченцо I Гонзага през 1608 г.
- Орден на християнската милиция, създаден от Карло I Гонзага-Невер през 1619 г.
- Орден на Непорочното зачатие, създаден от Фердинандо Гонзага през 1623 г.
- Орден на дамите на Мария Елиза, създаден от Алесандро Гонзага, княз на Кастильоне през 1847 г.

## Монетните дворове на Гонзага
И Гонзага, както всички най-важни европейски династии, имат привилегията да секат пари. След прогонването на Бонаколси, първите господари на Мантуа, които секат пари, са Луиджи Гонзага и неговият син Гуидо. През 1444 г. Лудовико III Гонзага е първият, който вижда своя портрет изсечен върху монета и, следвайки престижа и значението на най-важните семейства, започва сеченето на златни монети. През първата половина на XVI век монетният двор на Казале Монферато също започва да работи по повод брака на Федерико II Гонзага с Маргарита Палеологина през 1531 г. С упадъка на династията през 1626 г., управлението на Винченцо II и загубата на политическа власт монетният двор на Мантуа също навлиза в упадък. Последният представител, който сече монети, е десетият и последен херцог Фердинандо Карло Гонзага-Невер, изгонен от Мантуа за престъпление през 1708 г. 
От средата на XVI век нататък на територията на държавата на Гонзага се раждат второстепенните монетни дворове на Боцоло, Кастильоне, Гуастала, Новелара, Помпонеско, Родиго Сабионета, Сан Мартино и Солферино.

## Кухнята на Гонзага
Гонзага са запомнени и с кулинарното изкуство, определяно от мнозина като такова „на князете и на народа“, защото умее да комбинира типично народните ястия (като пържена полента, поръсена със захар) с по-сложни ястия – гордостта на многобройните готвачи, които се редуват в двора им. Те успяват да оставят следа в италианската гастрономия, дадена от продуктите, получени от плодородието на тяхната земя (пшеница и ориз преди всичко) и от значението на техните дворове.
Блясъкът на кухнята на Гонзага следва упадъка на семейството.

## Причините за успеха на Гонзага
Причините, които карат семейство Гонзага да се отличава в продължение на 400 години, могат да бъдат обобщени в някои ключови фактори:
- Богатство: сем. Коради-Гонзага, по време на заселването си в град Мантуа, може да разчита на огромно състояние. Всъщност има около 25 000 биолки[N 4] земя,[104] повечето от които са култивирани с пшеница и в началото на XVI век техните земи са около 1/10 от цялото Херцогство Мантуа. След смъртта на херцог Гулиелмо е открито колосалното му богатство, състоящо се и от 2 млн. златни монети.[105] Благодарение на Гонзага Мантуа става много богат град, много населен и в челните редици на ренесансовите изкуства и култура, наравно с Венеция, Флоренция и Рим.[106]

- Търговия с Венеция: големите култури от пшеница, произведени в провинцията на Гонзага,[107] позволяват на семейството да търгува с еднакво богатата Венецианска република на дожите[108], чиито приходи са реинвестирани във Венеция.[104]
- Умела политика:  политиката на Гонзага е упорита и хитра защита на непрекъснатия баланс между съседните сили: Венецианската република, Миланското херцогство, Ферара и папските владения.[104] Гонзага разчитат на присъствието на посланици във всички дворове на Европа, най-известният от които е Балдасаре Кастильоне.[109]
- Брачна политика: благодарение на семейното богатство, но също така и на интелигентната брачна политика,[110][111] Гонзага успяват да заздравят отношенията си с империята (Хоенцолерн), Испания (Д'Авалос), Южна Италия (Карафа, Карачоло, Пинятели) и с най-видните семейства от онова време (Боромео, Гамбара, Маласпина, Есте, Бентивольо, Малатеста, Орделафи, Орсини, Колона, Медичи, да Монтефелтро, Палеолози).[112] Господарите на Мантуа са начело на комплекс от малки регионални държави, които се простират от Северна Италия до Франция и Южна Италия.
- Имперски роднинства: проницателната брачна политика на семейство Гонзага също им позволява да установят отношения с императорския дом.[113] Джанфранческо I Гонзага повишава престижа на дома, като иска германската благородничка Барбара фон Бранденбург, племенница на император Сигизмунд, за булка на своя първороден син Лудовико III през 1433 г. През 1549 г. Франческо III Гонзага се жени за племенницата на Карл V, Катерина Австрийска, дъщеря на император Фердинанд I. Гулиелмо Гонзага през 1561 г. взема за жена друга дъщеря на императора – Елеонора Австрийска. Анна Катерина Гонзага през 1582 г. се омъжва за Фердинанд II Австрийски, втори син на Фердинанд I. Елеонора Гонзага става императрица на Свещената Римска империя, като се омъжва за Фердинанд II през 1622 г., а нейната племенница Изабела Клара Австрийска се омъжва през 1649 г. за Карло II Гонзага-Невер. Императорските отношения приключват с брака през 1651 г. между Фердинанд III и Елеонора Гонзага-Невер, която става втората императрица от Дом Гонзага.

- Големи меценати: семейство Гонзага са просветени меценати[114], които успяват да привлекат някои от най-великите италиански и европейски художници в двора си по различно време. При Лудовико III за придворен художник е назначен Андреа Мантеня, а Леон Батиста Алберти започва изграждането на базиликата Сант'Андреа в Мантуа. С Изабела д’Есте – съпруга на Франческо II, през 1490 г. Мантуа се превръща в един от най-големите центрове за колекциониране на изкуство.[115] При Федерико II Джулио Романо построява Палацо Те. Винченцо I е един от най-важните колекционери на времето[116] и Петер Паул Рубенс приема позицията на придворен художник, заемайки тази позиция до края на престоя си в Италия. Фердинандо посреща в двора си фламандския художник Антонис ван Дайк, както и Доменико Фети, Карло Сарачени и Франческо Албани, които декорират Вила Фаворита за херцога.
- Кардинали и епископи: династията може да разчита и на влиянието в семейството на 14 кардинали и 13 епископи,[117] петима от които са само в Епархията на Мантуа. Още през 1418 г. Джанфранческо I Гонзага е домакин на папа Мартин V в Мантуа за няколко месеца, а през 1459 г. Лудовико е домакин на папа Пий II за осем месеца по повод събора, който поставя Мантуа в центъра на Европа. Кардинал Ерколе Гонзага на конклава на 25 декември 1559 г. не става папа само с пет гласа.[104]
- Договори за кондотиерство: състоянието на семейството е свързано и с дововорите за кондотиерство,[104] чието начало е поставено от Джанфранческо I Гонзага, първият маркиз на Мантуа, през 1410 г. Воювайки като капитан първо под знамената на Венеция, а след това на Милано, той разширява границите на държавата на Гонзага с териториите, които получава в замяна на военните си услуги. Оцеляването на малката държава е силно свързано със способността ѝ да предлага сили и военна експертиза на големите сили в замяна на защита.[118]
- Евреи: еврейската общност в Мантуа възниква около 1145 г. Семейство Гонзага насърчава еврейската имиграция в цялата си държава (еврейски общности се зараждат в Кастел Гофредо, Боцоло, Помпонеско, Ривароло, Сабионета, Сермиде и Виадана), насочено и към получаването на непосредствени икономически интереси от еврейските банкери, отпускащи заеми срещу лихва. Гонзага получават значителна помощ по време на криза чрез големи заеми, които често не са връщани.
- Имперски феод: окончателното освещаване на Гондзага – феод на Свещената Римска империя от Средновековието, се случва по времето на Херцогство Мантуа, когато император Карл V дава титлата на херцог на Федерико II Гонзага през 1530 г.

## Упадък на Гонзага
С Винченцо I започва упадъкът на семейство Гонзага. Четвъртият херцог на Мантуа, за разлика от баща си Гулиелмо, иска да създаде пищен двор и освен това прави огромни разходи за военните действия срещу турците и за изграждането на укрепената цитадела на Казале. Той е принуден да увеличи данъците, плащани от поданиците му, и да отстъпи много земи, създавайки феодални владения в полза на много семейства.
Доходите на семейството намаляват значително при Фердинандо Гонзага, 6-ти херцог на Мантуа – за да изплати  част от дълговете на семейството, той започва продажбата на известната колекция от произведения на изкуството, натрупана от Гонзага с течение на времето. Ситуацията се влошава допълнително с Винченцо II Гонзага – последния мъжки наследник на основния клон на Мантуа. Той продължава да продава колекцията от произведения на изкуството, Celeste Galeria, на краля на Англия Чарлз I.
За да се гарантира родословието на династията, след като Винченцо II умира без наследници, е избран Карло I Гонзага-Невер, въпреки противното мнение на императора, което предизвиква Войната за мантуанското наследство. Появата на съпътстващия клон на семейството през 1627 г. остава в историята като най-лошия период в историята на Мантуа. През 1629 г. градът е обсаден и разграбен от наемническата армия от ландскнехтите, които също така разпространяват чума и появата на този бич унищожава самото семейство Гонзага. Карло I е принуден да напусне Мантуа и се завръща едва през 1631 г., като моли за помощ от Венецианската република за стоки от първа необходимост.
С идването на Карло II Гонзага-Невер, първоначално под регентството на майка му Мария Гонзага, съдбата на Гонзага вече е решена.
Последният херцог Фердинандо Карло Гонзага-Невер, който успява да управлява Мантуа през 1665 г., но не е склонен да се грижи за държавните дела, е обвинен в престъпление и бяга в Падуа, където умира през 1708 г. Обявен от императора за свален, започва австрийското господство, което на практика слага край на господството на Гонзага, продължило непрекъснато цели 400 години. Правата на Гонзага върху херцогството преминават към херцозите на Гуастала (лоялни към империята), които обаче не успяват да получат Мантуа. Вместо това херцог Фердинандо Карло оставя по завещание като наследник на всички свои частни активи херцога на Лотарингия (като племенник на неговата леля Елеонора Мадалена Гонзага-Невер, съпруга на император Фердинанд III), чийто син става император като Франц I и съпруг на Мария Терезия Австрийска, която е също суверен на Мантуа.

## Религиозни сгради и гробници на Гонзага в Мантуа
Има няколко места за поклонение, желани от господарите на Мантуа, повече за личен престиж, отколкото за религиозни цели, и много от тях са избрани от семейството за техните погребения:
- Църква „Сан Франческо“, параклис „Сан Лудовико“ – първи мавзолей на семейство Гонзага
- Светилище деле Грацие, поръчано от Франческо I Гонзага
- Църква „Санта Мария дела Витория“, поръчана от Франческо II Гонзага
- Църква „Сан Себастиано“, поръчана от Лудовико III Гонзага
- Църква „Санта Паола“, поръчана от Джанфранческо I Гонзага
- Църква „Сант'Орсола“, поръчана от Маргарита Гонзага
- Палатинска базилика „Санта Барбара“, построена от Гулиелмо Гонзага
- Базилика „Сант'Андреа“, поръчана от Лудовико III Гонзага
- Катедрала „Свети Петър“

- Сан  Франческо
- Светилище деле Грацие
- Санта Мария дела Витория
- Сан Себастияно
- Санта Паола
- Сант Орсола
- Санта Барбара
- Сант Андреа
- Катедрала на Мантуа

## Други семейства Гонзага
Други семейства носят името „Гонзага“, без да принадлежат към нито един клон на дома. Първите маркизи от сем. Гонзага възнаграждават най-верните си служители с възможността да добавят фамилията „Гонзага“ към оригиналната. Някои от тези семейства все още процъфтяват и днес.
Чрез преотстъпване на фамилията:
- Аривабене-Валенти Гонзага, чиито представители са графовете Карло Аривабене Валенти Гонзага, депутат, и неговите синове Силвио и Джиберто, и двамата сенатори на Кралство Италия
- Бевилакуа-Гонзага, с маркиз Антонио Бевилакуа[128]
- Боскети-Гонзага, с граф Джакомо Боскети, чрез преотстъпване през 1494 г. от Франческо II[129]
- Буцакарини-Гонзага, с маркиз Антонио Буцакарин чрез преотстъпване през 1706 г. от херцог Фердинандо Карло[130]
- Калвизани (Калвизано)-Гонзага, с Джовани Мария, капитан в служба на Франческо II Гонзага, загинал в битката при Форново[131]
- Кандида-Гонзага,[132] с историците Антонио[133] и Берардо Кандида Гонзага[134]
- Кауци-Гонзага, с Франческо Кауци Гонзага[135] и Емилия Кауци Гонзага, извънбрачна дъщеря на 5-ия маркиз Федерико II Гонзага
- Федели-Гонзага, с Марко Федели Гонзага, епископ на Мантуа от 1574 до 1583 г.
- Филанджиери ди Кандида-Гонзага, с Антонио Филанджиери ди Кандида Гонзага, син на Берардо Фуланджиери ди Кандида Гонзага (упълномощен на 15 декември 1859 г. да вземе оригиналната фамилия „Филанджиери“ и да добави фамилията „Гонзага“)[136]
- Гонзага-Мишковски, със Зигмунт Гонзага Мишковски – полски благородник, осиновен през 1597 г. от херцог Винченцо I Гонзага
- Гуериери Гонзага, чиито основни представители са Чезаре Гуериери Гонзага, кардинал, Карло Гуериери Гонзага, сенатор на Кралство Италия, и Анселмо Гуериери Гонзага, журналист, патриот и депутат
- Нембрини Гонзага, с Карло Нембрини (17 век),[137] епископ на Парма, граф Карло Нембрини (17-18 век)[N 5] [138], държавен съветник на херцог Фердинандо Карло Гонзага-Невер, и с кардинал Чезаре Нембрини Гонзага
- Пико-Гонзага,[139] с благородника Джовани Антонио Пико ди Казале, който през 1495 г. получава добавянето на фамилията „Гонзага“ към фамилията си и агрегацията (следователно осиновяването) към Дом Гонзага. През 1680 г. Джовани Той получава от херцога на Мантуа и Монферат Фердинандо Карло издигането на феода, където се намира замъкът Увилие (в Розиняно Монферато), в графство[140]
- Спаньоли-Гонзага, с Толомео Спаньоли, който получава от Франческо II Гонзага, ставайки негов секретар, позволението да свърже със своята фамилия тази на Гонзага[141]
- Валенти Гонзага,[142] чиито основни представители са Одоардо Валенти Гонзага, посланик на херцог Карло II във Венецианската република и рицар на Ордена на Изкупителя, Силвио Валенти Гонзага и Луиджи Валенти Гонзага, и двамата кардинали. Тереза Валенти Гонзага (18-19 век), омъжвайки се за граф Франческо Аривабене, става родоначалничка на фамилията Аривабене Валенти Гонзага.

Чрез брак:
- Гонзага-Колона, с Луиджи Гонзага „Родомонте“, имперски капитан, който се жени за Изабела Колона[143] и техният син е Веспасиано I, херцог на Сабионета
- Каталано-Гонзага,[144] с Андреа Каталано, херцог на Чирела (днес подселище на Диаманте) и на Гризолия, който през 1666 г. се жени за Диана Гонзага от кадетския клон Новелара[145]
- Колоредо-Гонзага, с Елеонора Гонзага (18 век), дъщеря на Отавио II Гонзага, княз на Весковато, която се омъжва за граф Карло Лудовико Колоредо през 1721 г.[146]
- Гонзага-Паредес, с Веспасиано Гонзага-Гуастала, който се жени за Мария Инес Манрике де Лара (17 век), 10-та графиня на Паредес де Нава в Испания[147]
- Гримани-Гонзага, с Антонио Гримани, венециански благородник, и Елена Гонзага, дъщеря на Лудовико Франческо Гонзага, четвърти маркиз на Палацоло[148]
- Пинятели-Гонзага, с Мария Луиджа Гонзага (18 век), дъщеря на Франческо, 2-ра херцогиня на Солферино, омъжена за Хоакин Анастасио Пинятели де Арагон и Монкайо (18 век), 5-ти маркиз на Мора[149]
- Роси-Гонзага, с Камила Гонзага, дъщеря на Джовани Гонзага, която през 1523 г. се омъжва за Пиер Мария III де Роси, маркиз на Сан Секондо.[150]
- Скоти-Гонзага, с Луиджа Гонзага, дъщеря на Франческо I от Новелара, която се омъжва за Джовани Мария Скоти, граф на Виголено (днес подселище на Вернаска) в края на XV век.[151]

## Основен клон и кадетски клонове: представители
| Разпределение на държавите на Гонзага                                        | Разпределение на държавите на Гонзага                                        | Разпределение на държавите на Гонзага                                        | Разпределение на държавите на Гонзага                                        | Разпределение на държавите на Гонзага               | Разпределение на държавите на Гонзага                                                                                 | Разпределение на държавите на Гонзага                                                                                 | Сеньория Новелара (1360 – 1501) Издигната до Графство Новелара (1501 – 1737) |
| Сеньория Мантуа (1328 – 1433) Издигната до Маркграфство Мантуа (1433 – 1530) | Сеньория Мантуа (1328 – 1433) Издигната до Маркграфство Мантуа (1433 – 1530) | Сеньория Мантуа (1328 – 1433) Издигната до Маркграфство Мантуа (1433 – 1530) | Сеньория Мантуа (1328 – 1433) Издигната до Маркграфство Мантуа (1433 – 1530) | Маркграфство Остиано (1-во създаване) (1444 – 1466) | Сеньория Луцара (1444 – 1561) (кратко обединение с Мантуа 1460 – 1478) Издигната до Маркграфство Луцара (1561 – 1794) | Сеньория Луцара (1444 – 1561) (кратко обединение с Мантуа 1460 – 1478) Издигната до Маркграфство Луцара (1561 – 1794) | Сеньория Новелара (1360 – 1501) Издигната до Графство Новелара (1501 – 1737) |
| Издигнато до Херцогство Мантуа (1530 – 1708) (с Монферат от 1536)            | Издигнато до Херцогство Мантуа (1530 – 1708) (с Монферат от 1536)            | Графство Сабионета (1478 – 1577)                                             | Графство Сабионета (1478 – 1577)                                             | Маркграфство Остиано (2-ро създаване) (1478 – 1495) | Сеньория Луцара (1444 – 1561) (кратко обединение с Мантуа 1460 – 1478) Издигната до Маркграфство Луцара (1561 – 1794) | Сеньория Луцара (1444 – 1561) (кратко обединение с Мантуа 1460 – 1478) Издигната до Маркграфство Луцара (1561 – 1794) | Сеньория Новелара (1360 – 1501) Издигната до Графство Новелара (1501 – 1737) |
| Издигнато до Херцогство Мантуа (1530 – 1708) (с Монферат от 1536)            | Издигнато до Херцогство Мантуа (1530 – 1708) (с Монферат от 1536)            | Сеньория Боцоло (1-во създаване) (1496 – 1529)                               | Издигнато до Херцогство Сабионета (1577 – 1637)                              | Издигнато до Херцогство Сабионета (1577 – 1637)     | | Сеньория Кастильоне (1494 – 1593) Издигнато до Маркграфство Кастильоне (1593 – 1707)                                  | Сеньория Новелара (1360 – 1501) Издигната до Графство Новелара (1501 – 1737) |
| Издигнато до Херцогство Мантуа (1530 – 1708) (с Монферат от 1536)            | Издигнато до Херцогство Мантуа (1530 – 1708) (с Монферат от 1536)            |                                                                              |                                                                              |                                                     | | Сеньория Кастильоне (1494 – 1593) Издигнато до Маркграфство Кастильоне (1593 – 1707)                                  | Сеньория Новелара (1360 – 1501) Издигната до Графство Новелара (1501 – 1737) |
|                                                                              |                                                                              |                                                                              |                                                                              |                                                     | | Сеньория Кастильоне (1494 – 1593) Издигнато до Маркграфство Кастильоне (1593 – 1707)                                  | Сеньория Новелара (1360 – 1501) Издигната до Графство Новелара (1501 – 1737) |
|                                                                              | Сеньория Боцоло (2-ро създаване) (1591 – 1668)                               | Маркграфство Остиано (3-то създаване) (1591 – 1703)                          |                                                                              |                                                     | | Сеньория Кастильоне (1494 – 1593) Издигнато до Маркграфство Кастильоне (1593 – 1707)                                  | Сеньория Новелара (1360 – 1501) Издигната до Графство Новелара (1501 – 1737) |
|                                                                              | Сеньория Боцоло (2-ро създаване) (1591 – 1668)                               | Маркграфство Остиано (3-то създаване) (1591 – 1703)                          | Анексирано към Дом Карафа и Дом Гузман (1637 – 1689) Анексирано към Испания  |                                                     | | Сеньория Кастильоне (1494 – 1593) Издигнато до Маркграфство Кастильоне (1593 – 1707)                                  | Сеньория Новелара (1360 – 1501) Издигната до Графство Новелара (1501 – 1737) |
|                                                                              | Графство Гуастала (1539 – 1621) (купено от сем. Торели)                      | Маркграфство Остиано (3-то създаване) (1591 – 1703)                          |                                                                              |                                                     | | Сеньория Кастильоне (1494 – 1593) Издигнато до Маркграфство Кастильоне (1593 – 1707)                                  | Сеньория Новелара (1360 – 1501) Издигната до Графство Новелара (1501 – 1737) |
| Мантуа анексирана към Австрия; Монферат анексиран към Савоя                  | Анексирано към Австрия (1703-08)                                             | Анексирано към Австрия                                                       |                                                                              |                                                     | | | Сеньория Новелара (1360 – 1501) Издигната до Графство Новелара (1501 – 1737) |
| Мантуа анексирана към Австрия; Монферат анексиран към Савоя                  | Издигнато до Херцогство Гуастала (1621-1746)                                 | Издигнато до Херцогство Гуастала (1621-1746)                                 | Издигнато до Херцогство Гуастала (1621-1746)                                 | Анексирано към Австрия                              | | | Сеньория Новелара (1360 – 1501) Издигната до Графство Новелара (1501 – 1737) |
| Мантуа анексирана към Австрия; Монферат анексиран към Савоя                  | Издигнато до Херцогство Гуастала (1621-1746)                                 | Издигнато до Херцогство Гуастала (1621-1746)                                 | Издигнато до Херцогство Гуастала (1621-1746)                                 | Анексирано към Австрия                              | Анексирано към Херцогство Модена                                                                                      | |                                                                              |
| Мантуа анексирана към Австрия; Монферат анексиран към Савоя                  | Анексирано към Херцогство Парма и Пиаченца                                   |                                                                              |                                                                              | Анексирано към Австрия                              | | |                                                                              |
| Мантуа анексирана към Австрия; Монферат анексиран към Савоя                  | Анексирано към Савоя                                                         |                                                                              |                                                                              | Анексирано към Австрия                              | | |                                                                              |

### Гонзага от Мантуа
Коради да Гонзага завоюва властта в Мантуа с Луиджи, сваляйки Риналдо Бонаколси, известен като „Пасерино“, на 16 август 1328 г. Държавният преврат, довел до смъртта на последния Бонаколси, е възможен благодарение на съюза с Кангранде I дела Скала от Верона. Следователно, възползвайки се от илюзията на последния, че може да включи Мантуа в своите владения, след като Бонаколси са победени, и разчитайки на подкрепата на народа на Мантуа, започва вековно господство на Гонзага над град Мантуа, което едва завършва през 1707 г.

#### Капитани на народа на Мантуа
Господството на Мантуа започва с политическата фигура на капитана на народа, създадена по същество, за да балансира силата и авторитета на благородническите семейства.
- 1328 – 1360: Луиджи I/Лудовико I (* 1268, † 1360), син на Гуидо (Корадо) Гонзага
- 1360 – 1369: Гуидо (* 1290, † 1369), син на предходния
- 1369 – 1382: Луиджи II/Лудовико II (* 1334, † 1382), син на предходния
- 1382 – 1407: Франческо I (* 1366, † 1407), син на предходния
- 1407 – 1433: Джанфранческо I (* 1395, † 1444), от 1433 г. маркграф на Мантуа, син на предходния

- Луиджи I
- Гуидо
- Лудовико I
- Франческо I
- Джанфранческо I

#### Марграфове на Мантуа
Маркиграфство Мантуа започва през 1433 г. с предаването на маркграфските инсигнии в Мантуа от император Сигизмунд на Джанфранческо Гонзага, който купува титлата за 120 000 златни флорина.
- 1433 – 1444: Джанфранческо I (* 1395, † 1444), до 1433 г. капитан на народа, син на Франческо I
- 1444 – 1478: Луиджи III/Лудовико III или II „Турчинът“ (* 1412, † 1478), син на предходния
- 1478 – 1484: Федерико I (* 1440, † 1484), син на предходния
- 1484 – 1519: Франческо II (* 1466, † 1519), син на предходния
- 1519 – 1530: Федерико II (* 1500, † 1540), херцог на Мантуа от 1530 г., син на предходния

- Джанфранческо I
- Лудовико III
- Федерико I
- Франческо II
- Федерико II

#### Херцози на Мантуа
- 1530 – 1540: Федерико II (* 1500, † 1540), маркграф на Мантуа до 1530 г., син на Франческо II
- 1540 – 1550: Франческо III (* 1543, † 1550), син на предходния
- 1550 – 1578: Гулиелмо I (* 1538, † 1587), брат на предходния
- 1587 – 1612: Винченцо I (* 1562, † 1612), син на предходния
- 1612: Франческо IV (* 1586, † 1612), син на предходния
- 1612 – 1626: Фердинандо (* 1587, † 1626), брат на предходния
- 1626 – 1627: Винченцо II (* 1626, † 1627), брат на предходния

През 1627 г. клонът от Мантуа на рода Гонзага изчезва и херцогската титла преминава към френския клон Гонзага-Невер (вж. по-долу). През 1708 г. Мантуа, след Войната за испанското наследство, е взета от Хабсбургите.
- Федерико II
- Франческо III
- Гулиелмо I
- Винченцо I
- Франческо IV
- Фердинандо
- Винченцо II

#### Маркграфове и после херцози на Монферат
- 1533 – 1540: Федерико II (* 1500, † 1540), син на Франческо II
- 1540 – 1550: Франческо III (* 1533, † 1550), син на предходния
- 1550 – 1587: Гулиелмо (* 1538, † 1587), брат на предходния
- 1587 – 1612: Винченцо I (* 1562, † 1612), син на предходния
- 1612: Франческо IV (* 1586, † 1612), син на предходния
- 1612 – 1626: Фердинандо (* 1587, † 1626), брат на предходния
- 1626 – 1627: Винченцо II (* 1594, † 1627), брат на предходния

През 1575 г. император Максимилиан II издига Маркграфство Монферат в херцогство. През 1627 г. клонът от Мантуа на рода Гонзага изчезва и херцогската титла преминава към френския клон Гонзага-Невер (вж. по-долу). Тяхното управление, въпреки различни конфликти, продължава до 1708 г.

#### Графове и после херцози на Гуастала
- 1539 – 1557: Феранте I (* 1507, † 1557), граф; генерал на император Карл V, 1536 – 1346 вицекрал на Кралство на двете Сицилии, 1546 – 1555 губернатор на Милано, син на Франческо II Гонзага
- 1557 – 1575: Чезаре I (* 1536, † 1575), граф, също херцог на Амалфи, син на предходния
- 1575 – 1632: Феранте II (* 1563, † 1630), 1621 херцог на Гуастала, син на предходния
- 1632 – 1632: Чезаре II (* 1592, † 1632), херцог, син на предходния
- 1632 – 1678: Феранте III (* 1618, † 1678), херцог, син на предходния
- 1692 – 1714: Винченцо I (* 1634, † 1714), херцог, син на Андреа Гонзага
- 1714 – 1729: Антонио Феранте (* 1687, † 1729), херцог, син на предходния
- 1729 – 1746: Джузепе Мария (* 1690, † 1746), херцог, брат на предходния

- Феранте I
- Чезаре I
- Феранте II
- Чезаре II
- Феранте III
- Винченцо I
- Антонио Феранте
- Джузепе Мария

### Гонзага-Невер
Кадетският клон Гонзага-Невер започва във Франция с Лудовико Гонзага, трети син на Федерико II, който, женейки се за Хенриета дьо Клев, наследница на Херцогство Невер и Ретел през 1565 г., става херцог на Невер и Ретер. Той продължава с Карло I Гонзага-Невер и Ретел, техен син.

#### Херцози на Мантуа и херцози на Монферат
През 1627 г. клонът на Гонзага от Мантуа изчезва и херцогската титла преминава към клона Гонзага-Невер.
- 1627 – 1637: Карло I (* 1580, † 1637), херцог на Невер и на Ретел, син на Луиджи IV Гонзага-Невер
- 1637 – 1665: Карло II (* 1629, † 1665), херцог на Невер и на Ретел до 1659 г., син на Карло II Гонзага-Невер
- 1665 – 1707: Фердинандо Карло/Карло III (* 1652, † 1708), син на предходния

- Карло I
- Карло II
- Фердинандо Карло

#### Херцози на Невер
- 1565 – 1595: Луи IV (* 1539, † 1595), син на Федерико II
- 1595 – 1637: Шарл III (* 1580, † 1637), син на предходния
- 1637 – 1659: Шарл IV (* 1629, † 1665), син на предходния

- Луи IV
- Шарл III
- Шарл IV

#### Херцози на Ретел
- 1581 – 1595: Луи IV (* 1539, † 1595), син на Федерико II
- 1595 – 1637: Шарл III (* 1580, † 1637), син на предходния
  - 1619 – 1622: Франсоа III (* 1606, † 1622), заедно с баща си Шарл III, титла по обичай
  - 1622 – 1631: Шарл IV (* 1609, † 1631), титла по обичай, брат на предходния
- 1637 – 1659: Шарл V (* 1629, † 1665), брат на предходния

- Луи IV
- Шарл III
- Франсоа III
- Шарл IV
- Шарл V

#### Князе на Арш
Княжество Арш се ражда през 1608 г. в днешна Северна Франция по волята на Карло I Гонзага-Невер, херцог на Невер и Ретел, след създаването на град Шарлевил от нулата. През 1708 г. е дадено на принцеса Анна-Хенриета фон Пфалц-Зимерн. 
- 1608 – 1637: Шарл I (* 1580, † 1637), син на Луи IV
- 1637 – 1665: Шарл II (* 1629, † 1665), син на Шарл III
- 1665 – 1708: Шарл III Фердинан (* 1652, † 1708), син на предходния

- Шарл I
- Шарл II
- Шарл III Фердинан

#### Херцози на Майен
Баронство Майен, което по-късно става Маркграфство Майен, а след това Херцогство Майен, е създадено сравнително късно. Шарл IX издига маркграфството в херцогство-перство с указ от септември 1573 г., регистриран на 24-ти същия месец и признат от Анри IV на 8 май 1597 г.
- 1621 – 1631: Шарл III (* 1629, † 1665), син на Шарл I
- 1631 – 1632: Фердинанд (* 1610, † 1632), брат на предходния
- 1632 – 1654: Шарл IV (* 1629, † 1665), син на Шарл III

- Шарл III
- Шарл IV

#### Херцози на Егийон
Титлата „херцог на Егийон“ е учредена през 1599 г. от баронствата Егийон, Монпеза, Сен Ливрад, Мадаян и Алмайрак, и от принадлежащи и зависими територии.
- 1621 - 1631: Шарл IV (* 1622 † 1631), син на Карло I Гонзага
- 1631 - 1632: Фердинанд (* 1610, † 1632), брат на предходния

### Гонзага от Новелара и Баньоло
Кадетският клон Гонзага от Новелара и Баньоло около три века и половина управлява Сеньория и после Графство Новелара и Баньоло – старо италианско владение, съществувало от 1371 до 1728 г. Произхожда от Фелтрино Гонзага, когото баща му Луиджи I Гонзага изключва от наследяването на Мантуа. През 1351 г. той получава феода Реджо Емилия, който запазва до поражението си срещу Висконти през 1371 г. Той го продава в замяна на Синьория Новелара и Баньоло.  
От този клон произлиза Каталано Гонзага – историческо семейство от Читериоре Калабрия. На 16 април 1666 г.  Андреа Каталано се жени за Диана Гонзага, дъщеря на Джузепе Гонзага и Отавия Ричи, последна потомка на Карло Гонзага, извънбрачен син на Франческо I Гонзага ди Новелара.

#### Сеньори на Новелара и Баньоло
- 1371 – 1374: Фелтрино (* ок. 1290, † 1374), син на Луиджи I Гонзага
- 1374 – 1399: Гуидо II († 1399), син на предходния
- 1399 – 1441: Джакомо († 1441), син на предходния
- 1441 – 1484: Франческо I (* ок. 1420, † 1484), син на предходния
- 1484 – 1501: Джампиетро (* 1469, † 1515), син на предходния, също пръв граф на Новелара

#### Графове на Новелара и Баньоло
През 1501 г. Сеньория Новелара и Баньоло е издигната в графство.
- 1501 – 1515: Джампиетро (* 1469, † 1515), син на Франческо I, също последен синьор на Новелара
- 1515 – 1530: Алесандро I (* 1496, † 1530), син на предходния
- 1530 – 1577: Франческо II (* 1519, † 1577), син на предходния
- 1530 – 1595: Камило I (* 1521, † 1595), брат на предходния
- 1530 – 1589: Алфонсо I (* 1529, † 1589), брат на предходния
- 1595 – 1640: Камило II (* 1581, † 1650), брат на предходния
- 1640 – 1644: Алесандро III (* 1611, 1644), син на предходния
- 1644 – 1650: Камило II (* 1581, † 1650), син на Алфонсо I
- 1650 – 1678: Алфонсо II (* 1616, † 1678), син на предходния
- 1678 – 1727: Камило III (* 1649, † 1727), син на предходния
- 1727 – 1728: Филипо Алфонсо (* 1702, † 1728), син на предходния

- Камило I
- Камило II
- Алфонсо II
- Филипо Алфонсо

### Гонзага от Луцара
Феодът Луцара е част от владенията на маркграф Джанфранческо Гонзага, които той оставя като наследство на тримата си сина. След смъртта му през 1444 г. феодът е даден на най-младия, Карло (с феодите Сабионета и Боцоло). След смъртта на Карло през 1456 г. го наследява неговият син Уголото, който умира без потомство и по-големият брат на Карло, Лудовико III, преразпределя земите сред децата си, а Родолфо, най-младият, получава крепостта Луцара (и тези на Кастильоне, Солферино и Повилиьо). Неговият по-голям брат Федерико продължава традицията на маркграф на Мантуа с името Федерико I. Най-младият му брат, Джанфранческо, е основател на линията на Сабионета и Боцоло. Родолфо има двама сина – Джанфранческо, който става владетел на Луцара, и Алоизио, който продължава отделните линии на Кастел Гофредо, Кастильоне и Солферино. 
През 1557 г. Масимилиано Гонзага отстъпва феода на Гулиелмо Гонзага, херцог на Мантуа, запазвайки за себе си и своите наследници някои дворци и титлата „маркграф на Луцара“, въпреки че реално няма господство над територията, която е подчинена на Мантуа до 1630 г. През 1747 г. Мария Терезия от Австрия взима земите на Луцара и ги интегрира в Херцогство Парма и Пиаченца. Договорът от Аахен през 1748 г. връща херцогството обратно в ръцете на Фернандо  VI от Испания. Линията Луцара изчезва с Джовани Гонзага през 1794 г., осми и последен маркграф на Луцара. 

#### Синьори на Луцара
- 1444 – 1456: Карло (* 1415, † 1456), син на Джанфранческо I Гонзага
- 1456 – ?: Уголото (* 1452), син на предходния
- ? – 1478 Лудовико III, регент
- 1478 – 1495: Родолфо (* 1452, † 1495), син на предходния
- 1495 – 1508: Джанфранческо (* 1488, † 1524) с Алоизио (* 1494, † 1549), синове на предходния
- 1508 – 1524: Джанфранческо (* 1488, † 1524), син на Родолфо
- 1524 – 1561: Масимилиано (* 1513, † 1578), син на предходния

- Родолфо
- Джанфранческо
- Алоизио
- Масимилиано

#### Маркграфове на Луцара
- 1571 – 1578: Масимилиано (* 1513, † 1578), син на Джанфранческо Гонзага
- 1578 – 1614: Просперо (* 1554, † 1614), син на предходния
- 1614 – 1630: Федерико I (* 1591, † 1630), син на предходния
- 1630 – 1666: Луиджи I (* 1602, † 1666), син на предходния
- 1666 – 1698: Федерико II (* 1636, † 1698), син на предходния
- 1698 – 1738: Луиджи II (* 1679, † 1738), син на предходния
- 1738 – 1782: Базилио (* 1711, † 1782), син на предходния
- 1782 – 1794: Джовани (* 1721, † 1794), брат на предходния

- Масимилиано
- Просперо
- Федерико II

#### Гонзага от Повильо
Произлизащ от подразделение на клона Луцара, кадетският клон на Повильо е папски феод, издигнат в графство през 1513 г. Произхожда от Родолфо Гонзага, син на Джанфранческо Гонзага.

##### Синьори и после графове на Повильо
- Родолфо († 1553), син на Джанфранческо Гонзага
- Луиджи (* 1538, † 1570), син на предходния
- Федерико (неизв.), син на предходния
- Федерико (неизв.), син на предходния

- Родолфо
- Луиджи

### Гонзага от Кастел Гофредо, Кастильоне и Солферино
След смъртта на Родолфо Гонзага феодалното владение е допълнително разделен между синовете му: Джанфранческо получава Луцара и става родоначалник на кадетския клон Гонзага от Луцара; Алоизио (Луиджи Алесандро) получава Кастильоне и Кастел Гофредо, и става родоначалник на клона Гонзага от Кастел Гофредо, Кастильоне и Солферино". Клонът на Кастильоне изчезва с Лудовико III Гонзага, който подписва отказа от права в полза на императрица Мария Терезия Австрийска на 26 юли 1773 г. и Княжество Кастильоне, Медоле и Солферино е присъединено към Мантуа, вече австрийска. С различни молби до императора, последната от които е от 1831 г., Алесандро I Гонзага се опитва да бъде възстановен в наследствените си права над Херцогство Мантуа, Херцогство Гуастала и Княжество Кастильоне, но молбите му не са приети.
Франческо Гонзага, син на Фердинандо II Гонзага, пети и последен княз на Кастильоне, през 1717 г. е родоначалник на херцозите на Солферино, които съществуват и до днес.

#### Маркграфове на Кастел Гофредо
- 1511 – 1549: (Алоизио) Луиджи Алесандро (* 1494, † 1549), син на Родолфо Гонзага

- 1549 – 1565: регентство на Катерина Ангуисола, майка на Алфонсо Гонзага
- 1565 – 1592: Алфонсо (* 1541, † 1592), син на предходните

- 1592 – 1593: Родолфо (* 1569, † 1593), син на Феранте Гонзага

- Алоизио
- Алфонсо
- Родолфо

#### Маркграфове и после князе на Кастильоне и на Солферино
Кадетският клон Гонзага от Кастильоне води началото си от Родолфо Гонзага, син на Лудовико III Гонзага, 2-ри маркиз на Мантуа.
- Родолфо (* 1452, † 1495), син на Лудовико III
- 1511 – 1549: Алоизио (Луиджи Алесандро) (* 1494, † 1549), син на предходния
- 1559 – 1586: Феранте (* 1544, † 1586), син на предходния
- 1586 – 1592: Родолфо (* 1569, † 1593), син на предходния
- 1592 – 1616: Франческо (* 1577, † 1612), брат на предходния
- 1616 – 1636: Луиджи (* 1611, † 1636), син на предходния
- 1636 – 1675: Фердинандо I (* 1614, † 1675), брат на предходния и 1-ви княз
- 1675 – 1680: Карло (* 1616, † 1680), син на Кристиерно Гонзага
- 1680 –1707: Фердинандо II (* 1648, † 1723), син на предходния

- Родолфо
- Алоизио
- Феранте
- Родолфо
- Франческо
- Луиджи (вероятен портрет)

#### Маркграфове на Солферино
Родолфо Гонзага, трети син на Лудовико III Гонзага, има феод и титлата „маркиз на Луцара, Кастел Гофредо, Кастильоне и Солферино“ след смъртта на баща си през 1478 г. Той получава инвеститурата от  император Максимилиан I през 1494 г. По-късно феодалното владение е допълнително разделено между синовете му: Джанфранческо (Луцара) и Алоизио (Кастильоне, Кастел Гофредо и Солферино), които от своя страна основават съответните клонове на Луцара, Кастел Гофредо и Кастильоне. Основателят на клона Гонзага ди Солферино е Алоизио.
- 1511 – 1549: Алоизио (Луиджи Алесандро) (* 1494, † 1549), син на Лудовико III
- 1549 – 1587: Орацио (* 1545, † 1587), син на предходния
- 1587 – 1630: Кристиерно (* 1580, † 1630), син на Феранте Гонзага
- 1675 – 1680: Карло  (* 1616, † 1680), син на предходния

- Алоизио
- Орацио

#### Херцози на Солферино
Херцог на Солферино е испанска благородническа титла, създадена на 21 декември 1717 г. от крал Филип V в полза на Франческо Гонзага. Франческо е син на Фердинандо II Гонзага, княз на Кастильоне, и Лаура Пико дела Мирандола. Името му се отнася до град Солферино в провинция Мантуа, който никога в историята не е бил под испански контрол. Въпреки това това е почит към феодалното владение вече на бащата на първия „испански“ херцог, който е последният (ефективен) от сеньорите на Солферино (до 1691 г.), макар че семейство Гонзага отстъпва правата си едва през 1772 г.
- 1717 – 1758: Франческо Гонзага, син на Фердинандо II Гонзага

### Гонзага от Сабионета и Боцоло
Феодите Сабионета и Боцоло са създадени от маркиз Джанфранческо I Гонзага, който ги завещава след смъртта през 1444 г. на най-малкия си син Карло, който ги завещава след смъртта си през 1456 г. на сина си Уголото. Последният умира бездетен и крепостите преминават в ръцете на по-големия брат на Карло, Лудовико. Джанфранческо, вторият син на маркиза на Мантуа Лудовико III, се счита за инициатор на тази кадетска линия.
Неговият син Лудовико, след разделянето на феодалното владение с брат му Пиро през 1521 г., получава земите на Сабионета. Той превръща Гацуоло в своя резиденция и има разкошен двор, приютяващ художници и писатели, като Лудовико Ариосто. След смъртта на Лудовико за наследник е обявен неговият син Луиджи Гонзага „Родомонте“, имперски капитан на Карл V. Но най-известната личност несъмнено е Веспасиано I Гонзага, син на „Родомонте“, който получава императорската инвеститура на Боцоло, Остиано, Ривароло, Родиго и Сабионета. Той е смел войник и беше дълго време в двора на Филип II Испански. През 1577 г. получава титлата „херцог на Сабионета“ от император Рудолф II, негов личен приятел. След смъртта му през 1591 г. дъщеря му Изабела поема управлението и на свой ред оставя Сабионета на племенницата си Анна Карафа дела Стадера. Заедно със сина на последната – Никола Мария де Гузман Карафа, династията на Веспасиано Гонзага изчезва и през 1689 г. Херцогство Сабионета преминава във владение на испанците, които го продават на генуезеца Франческо Мария Спинола.
Последният принц на Сабионета-Боцоло от линията е Джанфранческо II, който умира без наследници през 1703 г. Княжеството преминава, след падането на последния херцог на Мантуа Фердинандо Карло Гонзага-Невер, към това на Гуастала на Винченцо (вж. кадетската линия Гонзага от Гуастала).
Към тази кадетска линия принадлежат и следните титли:
- Синьори, графове и князе на Сан Мартино
- Маркграфове и после князе на Гацуоло
- Синьори и после графове на Помпонеско
- Маркграфове на Помаро
- Маркграфове на Остиано
- Синьори на Дозоло и Комесаджо
- Синьори на Изола Доварезе
- Синьори на Ривароло
- Графове на Родиго

#### Графове на Сабионета и Боцоло
- 1479 – 1496: Джанфранческо (* 1443, † 1496), син на Лудовико III
- 1496 – 1540: Лудовико (* 1480, † 1540), син на предходния
- 1521 – 1532: Луиджи „Родомонте“ (* 1500, † 1532), син на предходния
- 1540 – 1565: Веспасиано I (* 1531, † 1591), брат на предходния

#### Маркграфове на Сабионета и Боцоло
- 1565 – 1574: Веспасиано I (* 1531, † 1591)

#### Князе на Сабионета и Боцоло
- 1574 – 1577: Веспасиано I (* 1531, † 1591)
- 1640 – 1670: Шипионе (* 1595, † 1670)
- 1664 – 1672: Фердинандо II Филипо (* 1643, † 1672)
- 1672 – 1703: Джанфранческо II (* 1646, † 1703)

#### Херцози на Сабионета и Боцоло
- 1577 – 1591: Веспасиано I (* 1531, † 1591)
- 1591 – 1637: Изабела (* 1565, † 1637)

- Джанфранческо
- Лудовико
- Луиджи „Родомонте“
- Веспасиано I
- Шипионе
- Изабела

### Гонзага от Гуастала
Херцогство Гуастала е стара италианска държава. От 1406 до 1621 г. неговите владетели носят титлата на графове, докато от 1621 до 1748 г. – тази на херцози. Съдбата на графството се управлява от семейство Торели до 1538 г., последвано от Гонзага ди Гуастала. На 2 юли 1621 г. император Фердинанд II издига Гуастала в херцогство. Така Феранте II става първият херцог с амбицията да наследи в бъдеще трона на престижното Херцогство Мантуа. Той обаче умира от чума по време на епидемията от 1630 г. и е наследен от сина си Чезаре II.

#### Графове на Гуастала
- 1539 – 1557: Феранте I (* 1507, † 1557), син на Франческо II Гонзага
- 1557 – 1575: Чезаре I (* 1530, † 1575), син на предходния
- 1575 – 1621: Феранте II (* 1563, † 1630), син на предходния, също първи херцог на Гуастала

#### Херцози на Гуастала
- 1621 – 1630: Феранте II (* 1563, † 1630), син на Чезаре I, също последен граф на Гуастала
- 1630 – 1632: Чезаре II (* 1592, † 1632), син на предходния
- 1632 – 1678: Феранте III (* 1618, † 1678), син на предходния
- 1699 – 1714: Винченцо (* 1634, † 1714), син на Андреа Гонзага
- 1714 – 1729: Антонио Феранте (* 1687, † 1729), син на предходния
- 1729 – 1746: Джузепе Мария (* 1690, † 1746), брат на предходния

- Феранте
- Чезаре I
- Феранте II
- Чезаре II
- Феранте III
- Винченцо
- Антонио Феранте
- Джузепе Мария

#### Гонзага от Молфета
Гонзага ди Молфета са второстепенен клон на херцозите на Мантуа, по-известни като Гонзага от Гуастала. На 3 октомври 1522 г. император Карл V издига град Молфета в княжество и дава на херцога на Термоли Феранте ди Капуа титлата на княз. На 29 ноември 1523 г. Феранте умира в Милано и по завещание оставя дъщеря си Изабела като наследничка на феода. Клонът Гонзага възниква, когато Феранте I Гонзага, верен на Карл V, който се бие в Пулия през 1529 г., става княз на Молфета, като се жени за Изабела от Капуа. Когато баща ѝ умира през 1523 г., Изабела донася княжеството Молфета като своя зестра, което преминава под властта на семейство Гонзага. 
Клонът, който става суверен на Херцогство Гуастала през 1621 г., продължава, докато принц Феранте III Гонзага не продава владението и княжеството на Молфета на 2 април 1640 г. на дожа Джовани Стефано Дория от Генуа, задържайки само княжеската титла.

##### Князе на Молфета
- 1529 – 1557: Феранте I (* 1507, † 1557), син на Франческо II
- 1557 – 1575: Чезаре I (* 1539, † 1575), син на предходния
- 1575 – 1630: Феранте II (* 1563, † 1630), син на предходния
- 1630 – 1632: Чезаре II (* 1592, † 1632), син на предходния
- 1632 – 1640: Феранте III (* 1618, † 1678), син на предходния

- Феранте
- Чезаре
- Феранте II
- Чезаре II
- Феранте III

### Гонзага от Палацоло / Нобили Гонзага
Прародителят на Гонзага от Палацоло е Корадо Гонзага, син на Луиджи I Гонзага, първият капитан на народа на Мантуа, когото той изключва от наследяването на Мантуа.
Маркграфство Палацоло е създадено през 1595 г. от Курцио Гонзага, награден с титлата „маркиз“ от херцога на Мантуа Винченцо I Гонзага, от неговия племенник Клаудио I и от племенника на Клаудио I, Луиджи. Клонът изчезва през 1751 г. със смъртта на Корадо.

#### Маркграфове на Палацоло
- 1595 – 1599: Курцио (* 1530, † 1599), син на Луиджи I, управлява заедно с племенника си Клаудио I и с племенника на Кладио I, Луиджи
- 1595 – 1621: Клаудио I († 1621), син на Силвио, управлява заедно с чичо си Курцио и с племенника си Луиджи
- 1595 – 1626: Луиджи († 1626), син на Луиджи Гонзага, управлява заедно с чичо си Клаудио I и с бащиния си чичо Курцио
- 1626 – 1630: Лудовико Франческо (* 1602, † 1630), син на Клаудио I
- 1685 – 1708: Клаудио II (* 1644, † 1708), племенник на предходния, син на Джулио Чезаре
- 1708 – 1740: Силвио Гаетано (* 1670, † 1740), син на предходния
- 1740 – 1750: Франческо Антонио (* 1704, † 1750), син на предходния
- 1750 – 1751: Корадо (* 1674, † 1751), син на Клаудио II

### Гонзага от Весковато
Кадетския клон на Гонзага от Весковато (наречен още „Маркграфски“) започва с Джовани Гонзага, владетел на Весковато през 1519 г. Това е единственият клон, който все още съществува днес. В момента са живи два клона на семейството, произхождащи от братята Франческо Карло (* 1766, † 1834) и Фабио Мария (* 1773, † 1848), синове на Франческо Николо (* 1731, †1783) и на Олимпия Скоти, дъщеря на маркиз Фабио Скоти от Пиаченца.
Феодът е закупен през 1519 г. от Джовани Гонзага, брат на Франческо II, маркграф на Мантуа, военен в служба на семейство Сфорца от Милано.

#### Господари на Весковато
- 1519 – 1525: Джовани (* 1474, † 1523), син на Федерико I Гонзага
- 1525 – 1527: Алесандро (* 1497, † 1527), син на предходния
- 1527 – 1530: Сиджизмондо I (* 1499, † 1530), брат на предходния
- 1530 – 1559: Сиджизмондо II (* 1530, † 1567), син на предходния

#### Макграфове на Весковато
- 1559 – 1567: Сиджизмондо II (* 1530, † 1567), син на Сиджизмондо I

#### Князе на Весковато
Княжеството е достойнство, а не титла на суверенитет. Маркграфовете си остават маркграфове на Весковато, но се титулуват „князе на Весковато“.
- 1567 – 1614: Карло (* 1551, † 1614), имперски княз 1593, син на Сиджизмондо II
- 1614 – 1636: Франческо Джовани (* 1593, † 1636), син на предходния
- 1636 – 1695: Карло II (* 1618, † 1695), син на предходния
- 1695 – 1735: Франческо Гаетано (* 1673, † 1735), племенник на предходния
- 1735 – 1779: Сиджизмондо IV (* 1702, † 1779), син на предходния

Край на клона, започнал с Карло през 1567 г. Друг клон, започнал с Джордано през 1607 г., съществува в днешна Италия.
- 1779 – 1783: Франческо Николо (* 1731, † 1783), братовчед на предходния, син на Франческо Феранте
- 1783 – 1832: Франческо Луиджи (* 1763, † 1832), син на предходния
- 1832 – 1834: Франческо Карло (* 1766, † 1834), брат на предходния
- 1834 – 1870: Акиле Кориолано (* 1822, † 1870), внук на предходния
- 1870 – 1916: Феранте (* 1846, † 1916), син на предходния
- 1916 – 1929: Маурицио Феранте (* 1861, † 1938), син на Антонио Франческо
- 1929 – 1943: Феранте Винченцо (* 1889, † 1943), син на предходния
- 1943 – 1946: Маурицио Феранте (* 1938), син на предходния

- Джовани
- Алесандро
- Сиджизмондо II
- Карло
- Маурицио Феранте
- Феранте Винченцо

## Светци, кардинали и епископи Гонзага
Подобно на други важни италиански и европейски семейства Гонзага също включва многобройни църковни лица в своята линия (приблизително един на всеки пет), някои от които са с висок ранг. Светец е Алоизий (Луиджи) Гонзага, провъзгласен от папа Бенедикт XIII през 1726 г. Първият кардинал е Франческо Гонзага, издигнат едва на 17 г. от папа Пий II. Ерколе Гонзага, кардинал, на Конклава на 25 декември 1559 г. не става папа само с пет гласа и вместо него е избран Пий IV. Той е и един от председателите на Трентския събор. Първият епископ от семейството е блаженият Алберто Гонзага, издигнат през 1288 г.

### Светци
- Алоизий Гонзага (* 1568, † 1591), беатифициран 19 октомври 1605 г. от папа Павел V, канонизиран 31 декември 1726 г. от папа Бенедикт XIII

### Кардинали
Принадлежащи към основния клон:
- Франческо Гонзага (* 1444, † 1483), издигнат от папа Пий II на 18 декември 1461 г.
- Сиджизмондо Гонзага (* 1469, † 1525), издигнат от папа Юлий II на 1 декември 1505 г.
- Луиджи Ерколе Гонзага (* 1505, † 1563), издигнат от папа Климент VII на 3 май 1527 г.
- Пиро Гонзага (* 1505, † 1529), издигнат от папа Климент VII на 21 ноември 1527 г.
- Франческо Гонзага (* 1538, † 1566), издигнат от папа Пий IV на 26 февруари 1561 г.
- Федерико Гонзага (* 1540, † 1565), издигнат от папа Пий IV на 22 февруари 1565 г.
- Джан Винченцо Гонзага (* 1540, † 1591), издигнат от папа Григорий XIII на 21 февруари 1578 г.
- Шипионе Гонзага (* 1542, † 1593), издигнат от папа Сикст V на 18 декември 1587 г.
- Фердинандо Гонзага (* 1587, † 1626), издигнат от папа Павел V през декември 1607 г.
- Винченцо II Гонзага (* 1594, † 1627), издигнат от папа Павел V на 2 декември 1615 г.

Принадлежащи към кадетските клонове:
- Силвио Валенти Гонзага (* 1690, † 1756), издигнат от папа Климент XII на 19 декември 1738 г.
- Луиджи Валенти Гонзага (* 1725, † 1808), издигнат от папа Пий VI на 15 април 1776 г.
- Чезаре Гуериери Гонзага (* 1749, † 1832), издигнат от папа Пий VII на 27 септември 1819 г.
- Чезаре Нембрини Пирони Гонзага (* 1768, † 1837), издигнат от папа Пий VIII на 27 юли 1829 г.

- Франческо Гонзага
- Сиджизмондо Гонзага
- Ерколе Гонзага
- Пиро Гонзага
- Франческо Гонзага
- Федерико Гонзага
- Джан Винченцо Гонзага
- Шипионе Гонзага
- Фердинандо Гонзага
- Винченцо II Гонзага
- Силвио Валенти Гонзага
- Луиджи Валенти Гонзага
- Чезаре Гуериери Гонзага
- Чезаре Нембрини Пирони Гонзага

### Епископи
Принадлежащи към основния клон:
- Алберто Гонзага (* ср. на 13 век , † 1321), епископ на Ивреа (13 март 1389 до смъртта си)
- Саграмозо Гонзага (* 1360, † сл. 1405), епископ на Мантуа (10 април 1386 – октомври 1390)
- Лудовико Гонзага (* 1460, † 1511), изборен епископ на Мантуа от (27 октомври 1483 г. до смъртта си)
- Агостино Гонзага († 1557), епископ на Реджо ди Калабрия (11 април 1537 до смъртта си)
- Маркантонио Гонзага († 1592), епископ на Казале Монферато (30 август 1589 до смъртта си)
- Франческо Гонзага (* 1546, † 1620), епископ на Чефалу (от 26 октомври 1587), на Павия (от 29 януари 1593), на Мантуа (30 aаприл 1593 до смъртта си), апостолически нунций във Франция (10 май 1596 – 1599), обявен за достопочтен
- Лудовико Гонзага (* 1587, † 1630), епископ на Алба (от 12 август 1619 до смъртта си)
- Алфонсо Гонзага (* 1588, † 1649), епископ на Родос (от 17 март 1621 до смъртта си)
- Франческо Гонзага (* 1588, † 1673), епископ на Кариати (21 февруари 1633 – 17 декември 1657), на Ноли (от ? до смъртта си)
- Фердинандо Тибурцио Гонзага (* 1611, † 1672), епископ на Мантуа (от 23 февруари 1671 до смъртта си)

Принадлежащи към кадетските клонове:
- Джулио Чезаре Гонзага ди Новелара (* 1505, † 1550), епископ на Алесандрия дей Латини (от 23 май 1550 до смъртта си)
- Марко Федели Гонзага († 1583), епископ на Мантуа (от 28 ноември 1574 до смъртта си)
- Асканио Гонзага (* 1654, † 1728), архимандрит на манастира Сантисимо Салваторе в Месина (1703 – 1724), титулярен архиепископ на Колоси (от 6 юли 1722 до смъртта си).

- Лудовико Гонзага
- Маркантонио Гонзага
- Франческо Гонзага
- Лудовико Гонзага
- Алфонсо Гонзага

## Столици на държавите на Гонзага
- Баньоло ин Пиано
- Боцоло
- Кастел Гофредо
- Кастильоне деле Стивиере
- Гацуоло
- Гуастала
- Луцара
- Медоле
- Новелара
- Остиано
- Помпонеско
- Ривароло Мантовано
- Сабионета
- Сан Мартино дал'Арджине
- Солферино
- Весковато
- Виадана

## Резиденции на Годзага
Има множество резиденции на Гонзага в Италия и във Франция.

### Резиденции в Италия

#### Мантуа
- Херцогски дворец
- Magna Domus
- Палацо Те
- Замък „Сан Джорджо“
- Дворец „Сан Себастиано“
- Дворец „Бонаколси“
- Палацо дели Студи
- Дворец на Капитана
- Дворец „Масаро“
- Ка Дзойоза (разрушена)
- Дворец на Академията
- Театър „Бибиена“
- Дворец и кула „Гамбиулини“
- Кула „Габия“,
- Кула „Дзукаро“
- Дворец „Валенти Гонзага“
- Дом „Мантеня“
- Палацина Палеолога (разрушена)
- Дворец „Колоредо“
- Дворец „Абате“
- Дворец на Тадео ди Фебо Гонзага
- Ка дели Уберти
- Дворец на Ерколе Гонзага
- Дворец „Майнолди“ (Нобили Гонзага)
- Дворец „Кавриани“ (Нобили Гонзага)
- Дворец на Джован Лудовико Нобили Гонзага
- Дворец „Сант'Аниезе“ Нобили Гонзага
- Дворец на Марио Нобили Гонзага
- Дворец на Гуидо Филипино Нобили Гонзага
- Дворец на Федерико и Джанфранческо Нобили Гонзага
- Дворец на Джампиетро и Джироламо Нобили Гонзага
- Дворец на Гонзага ди Весковато (днешен Съд на ул. „Пома“)
- Дворец на Марчилио Гонзага
- Дворец на Гонзага от Кастильоне
- Дворец на Алесандро Гонзага
- Дворец на Антонио Гонзага
- Дворец „Гонзага“ на уличка „Санта Мария“
- Дворец на Джероламо Гонзага
- Дворец на Джован Пиетро Гонзага
- Дворец „Бионди“
- Дворец „Резега“
- Дворец на Джулио Гонзага
- Дворец „Гонзага“ на ул. „Ачерби“ 16
- Дворец на Франческо Гонзага в квартал „Черво“
- Резиденция на Чезаре Гонзага
- Дворец на Гауденцио Гонзага
- Дворец на Алесандро ди Гуидо Гонзага
- Дворец на Гуидо Антонио Гонзага
- Дворец на Филипо Гонзага
- Общинска палата

- Magna Domus
- Палацо Те
- Замък „Сан Джорджо“
- Дворец „Сан Себастиано“
- Дворец „Бонаколси“
- Дворец „Кавриани“
- Палацо дели Студи
- Дворец на капитана
- Дворец на Академията
- Театър „Бибиена“
- Кула „Гамбулини“
- Кула „Габия“
- Кула „Дзукаро“
- Дворец „Валенти Гонзага“
- Дом „Мантеня“
- Вила „Палеолога“
- Дворец „Колоредо“

#### Провинция Мантуа
- Азола: Замък (разрушен)
- Белфорте (днес подселище на Гацуоло): Дом „Бергамаски“ (бивш „Гонзага-Пико“)
- Борго Вирджилио: Корте Вирджилиана
- Боцоло: Дворец „Гонзага“
- Кането сул'Ольо: Замък
- Казалморо: Замък
- Кастелбелфорте: Замък
- Кастел д'Арио: Замък, Корте Сузано (в подселище Сузано), Корте Гранде (в подселище Вилагроса)
- Кастелукио: Замък, Кашина Майнолда (в подселище Сарджинеско)
- Кастел Гофредо: Дворец „Гонзага-Ачерби“, Торацо, Корте Гамбаредоло (в подселище Гамбаредоло)
- Кастильоне деле Стивиере: Княжески дворец, Замък, Казино Пернестано
- Кавриана: Замък „Вила „Мира“
- Черезара: Замък, Кула „Корте Нуова“ и Дворец „Секо-Пасторе“ (в подселище Сан Мартино Гузнаго), Корте Сан Ладзаро
- Комесаджо: Торацо (кула) и Дворец „Гонзага“
- Куртатоне: Дворец „Дзанети-Кавалкабò“ (в подселище Монтанара)
- Гацуоло: Дворец „Гонзага“, Замък
- Гойто: Замък (руини), Вила „Джирафа“, Корте Бел'Акуа, Корте Сакета, Корте Бролацо, Корте Вилабона, Корте Гацо, Вила „Москини“
- Гондзага: Замък, Вила „Канаро“, Вила „Мараини-Гуериери Гонзага“ (в подселище Палидано)
- Манякавало: Дворец „Гонзага“ в местност Досо дел Инферно
- Маркария: Замък, Вила „Негри“ (в подселище Чезоле), Дворец (в подселище Кампитело)
- Мариана Мантована: Замък
- Мармироло: Замък, Дворец „Гонзага“, Дворец на Гонзага „Боско Фонтана“, Дворец „Костоца“ (в подселище Маренго), Дворец „Вилабела“
- Медоле: Замък, Княжески дворец, Квартал
- Моля: Вила „Галванина Векия“
- Мондзамбано: Замък (в подселияе Кастеларо Лагузело)
- Мотеджана: Корте Гирардина
- Остиля: Замък
- Пегоняга: Корте Гранде (Вила „Анджели“)
- Пиубега: Замък
- Поджо Руско: Дворец „Гонзага“, Корте ди Гонзага в Досо дел Инферно
- Помпонеско: Замък
- Порто Мантовано: Вила „Фаворита“, Корте Спиноза, Корте Скиарино
- Куинджентоле: Дворец на епископите на Мантуа
- Куистело: Замък
- Редондеско: Замък
- Ревере: Херцогски дворец
- Ривароло Мантовано: Преториански дворец, Замък, Дворец „Пенчи“, Корте Кашина Стела (в подселище Чивидале)
- Родиго: Замък, Корте Мотела
- Ронкофераро: Корте Ротадола ди Понтемерлано, Вила „Пендазио“ (в подселище Вила Гарибалди)
- Ровербела: Замък на Кастильоне Мантовано, Корте Гранде ди Пелалоко
- Сабионета: Херцогски дворец, Корте Джардино, Замък, Вила „Гранча“ (в подселище Вила Паскуали)
- Сан Бенедето По: Дворец „Гонзага ди Весковато“ (в подселище Портиоло)
- Сан Мартино дал'Арджине: Замък
- Сермиде: Замък
- Судзара: Корте Сайлето
- Солферино: Замък, Рока
- Сустинете: Вила „Гуериери Гонзага“
- Виадана: Замък, Дворец „Гонзага“
- Вилимпента: Замък, Вила „Гонзага-Дзани“
- Волта Мантована: Замък, Дворец „Гуериери Гонзага“

- Замък в Казалморо
- Замък в Кастел д'Арио
- Замък „Гонзага-Ачерби“ в Кастел Гофредо
- Торацо в Кастел Гофредо
- Корте Гамбаредоло в Гамбаредоло (Кастел Гофредо)
- Княжески дворец в Кастильоне деле Стивиере
- Стени на замъка в Кастильоне деле Стивиере
- Казино Пернестано в Кастильоне деле Стивиере
- Замък в Кавриана
- Вила „Мира“ в Кавриана
- Кула на замъка в Черезара
- Дворец „Секо-Пасторе“ в Сан Мартино Гузнаго (Черезара)
- Кула на Корте Нуова в Сан Мартино Гузнаго (Черезара)
- Корте Сан Ладзаро в Черезара
- Торацо в Комесаджо
- Вила „Джирафа“ в Гойто
- Корте Бел Акуа в Гойто
- Корте Бролацо в Гойто
- Кулата на замъка в Гондзага
- Вила „Мараини Гуериери Гонзага“ в Палидано (Гонзага)
- Замък в Мариана Мантована
- Замък и Дворец „Гонзага“ в Мармироло
- Дворец „Боско Фонтана“ в Мармироло
- Дворец „Кустоца“ в Маренго (Мармироло)
- Кулата на замъка в Медоле
- Замък в Кастеларо Лагузело (Мондзамбано)
- Корте Гирардина в Мотеджана
- Замък в Остиля
- Кула на замъка в Пиубега
- Вила „Фаворита“ в Порто Мантовано
- Корте Скиарино в Порто Мантовано
- Замък на Редондеско
- Херцогски дворец в Ревере
- Дворец „Пенчи“ в Ривароло Мантовано
- Замък в Родиго
- Херцогски замък в Сабионета
- Палацо дел Джардино в Сабионета
- Замък в Сан Мартино дал'Арджине
- Кула на замъка в Сермиде
- Крепост в Солферино
- Замък в Солферино
- Замък във Вилимпента
- Замък във Волта Мантована
- Дворец „Гонзага-Гуериери“ във Волта Мантована

#### Извън Провинция Мантуа:
- Агацано: Замък на Гонзага ди Весковато
- Алесано: Херцогски дворец
- Баньоло ин Пиано: Торацо (голяма кула)
- Кампобасо: Дворец „Канавина“
- Казале Монферато: Замък на Палеолозите, Дворец „Лангоско“, Дворец „Пико-Калори-Гонзага“
- Казалмаджоре: Замък
- Касолново: Замък (в подселище Виланова)
- Кавернаго: Замък
- Фиоренцуола д'Aрда: Дворец „Гонзага“
- Фонди: Замък
- Фраскати: Вила „Фалкониери“
- Фрасинето По: Херцогски дворец
- Габиано: Замък
- Гуастала: Херцогски дворец
- Изола Доварезе: Замък
- Лонато дел Гарда: Крепост
- Луцара: Замък „Дворец „Мачина“, Вила „Паралупи ал Мазо“, Казино дела Томба
- Мачерата: Правителствен дворец
- Милано: Кралски дворец, Вила „Симонета“, Дворец „Гонзага ди Весковадо“
- Молфета: Замък на Годзага
- Монтано Лучино: Вила „Гонзага“
- Монте Берико до Виченца: Вила „Камерини-Гонзага“
- Новелара: Казино ди Сопра, Казино ди Сото, Крепост
- Нумана: Вила „Вирджиния“
- Олджате Олона: Вила „Грепи-Гонзага“
- Остиано: Замък
- Пиенца: Дворец „Гонзага Симонели“
- Помаро Монферато: Замък
- Повильо: Замък
- Презиче: Херцогски дворец
- Реджоло: Крепост
- Рим: Дворец „Арагона Гонзага“, Дворец „Русполи“
- Розиняно Монферато: Замък (в подселище Увилье)
- Сан Джорджо Монферато: Замък
- Сан Паоло ди Чивитате: Дворец „Гонзага“
- Тосколано Мадерно: Дворец „Гонзага“, Дворец „Булгерони“
- Венеция: Дворец „Микиел деле Колоне“,  Ка Фоскари, Дворец „Фоскари дел Пра“, Ка Вендрамин Калерджи
- Верона: Каза Мацанти
- Весковато: Крепост

- Замък в Агацано
- Херцогски дворец в Алесано
- Замък на Палеолозите в Казале Монферато
- Замък във Виланова (Касолново)
- Замък в Кавернаго
- Замък във Фонди
- Вила „Фалкониери“ във Фраскати
- Замък в Габиано
- Херцогски дворец в Гуастала
- Крепост в Лонато дел Гарда
- Дворец „Мачина“ в Луцара
- Правителствен дворец в Мачерата
- Вила „Симонета“ в Милано
- Дворец „Гонзага ди Весковадо“ в Милано
- Крепост в Новелара
- Вила „Крепи Гонзага“ в Олджате Олона
- Замък в Остиано
- Дворец „Гонзага Симонели“ в Пиенца
- Замък в Помаро Монферато
- Херцогски дворец в Презиче
- Дворец „Арагона Гонзага“ в Рим
- Дворец „Русполи“ в Рим
- Замък в Увилие (Розиняно Монферато)
- Дворец „Гонзага“ в Тосколано-Мадерно
- Дворец „Булгерони“ в Тосколано Мадерно
- Дворец „Микиел дале Колоне“ във Венеция
- Дворец „Фоскари“ във Венеция
- Дворец „Фоскари дел Пра“ във Венеция
- Дворец „Вендрамин Калерджи“ във Венеция
- Къщи „Мацанти“ във Верона

### Резиденции във Франция
- Шарлевил-Мезиер: Пале де Турней
- Куломие: Замък
- Майен: Замък
- Монкорне: Замък
- Невер: Херцогски дворец

- Дворец „Турней“ в Шарлевил–Мезиер
- Стар вход на замъка в Куломие
- Замък в Майен
- Вход на замъка в Монкорне
- Херцогски дворец в Невер

## Обяснителни бележки
1. ↑  Историкът Джузепе Джерола в своето изследване от 1916 г.  Archivio storico lombardo. Giuseppe Gerola, vecchie insegne dei Gonzaga, с.96-110. Архив на оригинала от 2014-05-04 в Wayback Machine., твърди, че най-старият вариант на герба на Гонзага има черни и бели ленти вместо черни и златни (жълти). В апартамента на Гуастала в Херцогския дворец в Мантуа се появява щит с герба на Гонзага с бели и черни ленти. И в известната картина от 1494 г. „Изгонването на Бонаколси“ на Доменико Мороне лентите на щитовете на победителите изглеждат по-скоро бели отколкото жълти.
2. ↑  Може да се разбира като покана за стоически живот, за приемане на събитията и несгодите без надежда или страх.
3. ↑  Загатва за мъките на любовта, които саламандърът, хладнокръвно и устойчиво на огън животно (според общоприетото вярване), не познава.
4. ↑  Биолка е селскостопанска единица за измерване на площ, която не принадлежи към международната система и се използва в различни области на Емилия, Мантуа, Павия и други гранични области.
5. ↑  Херцог Фердинандо Карло Гонзага-Невер му дава правото да сложи фамилията „Гонзага“ до своята и да долепи семейния герб до щита на Гонзага.

## Библиографски бележки
1. ↑  Treccani. Gonzaga //   Посетен на 2023-9-15.
2. ↑  Crollalanza с. 490-491..
3. ↑  Eleonora Gonzaga imperatrice, в Dizionario biografico degli italiani, Roma, Istituto dell'Enciclopedia Italiana
4. ↑  Vincenzo Gonzaga. Il fasto del potere //    Архивиран от оригинала на 2016-6-9.
5. ↑  Brunelli с.1.
6. ↑  Braglia с. 23.
7. ↑  Touring Club Italiano. Viaggiare per gioco: i Gonzaga, da Mantova alla conquista d'Europa //   Посетен на 2023-9-15.
8. ↑  Bazzotti с. 15-17..
9. ↑  Enciclopedia Britannica. Ferdinand II //   Посетен на 2023-9-15.
10. ↑  Pittura omnia. Gonzaga //    Архивиран от оригинала на 2015-4-27.
11. ↑  Dall’Accademia degli Invaghiti all’Accademia Nazionale Virgiliana di Scienze Lettere e Arti in Mantova //    Архивиран от оригинала на 2013-3-23.
12. ↑  Mario Cadalora, Gonzaga Gonzaga, Modena, 1990
13. ↑  Braglia с. 17..
14. ↑  Nosari-Canova с. 19..
15. ↑  Luzio с.9..
16. ↑  Federigo Amadei, Cronaca universale della città di Mantova, Volume I, с.244, Mantova, 1954
17. ↑  Scipione Agnello Maffei,Gli annali di Mantova.   Viola, 1675.
18. ↑  Gonzaga (nobile famiglia) //   Посетен на 2023-9-15.
19. ↑  Luzio с. 19..
20. ↑  Vaini с. 3.
21. ↑  Sissa с.73.
22. ↑  Luzio с.30.
23. ↑  I Gonzaga //    Архивиран от оригинала на 2014-3-3.
24. ↑  Brunelli с.28..
25. ↑  Gianfrancesco Gonzaga //    Архивиран от оригинала на 2015-4-28.
26. ↑  Brunelli с.109..
27. ↑  Malacarne с.27..
28. ↑  Giuseppe Sissa, Storia di Gonzaga, Mantova, 1983
29. ↑  Murgia с. 8-9..
30. ↑  Amadei с.10..
31. ↑  Albero genealogico dei Gonzaga signori di Mantova //   Посетен на 2023-9-15.
32. ↑  Albero genealogico dei Corradi-Gonzaga //   Посетен на 2023-9-15.
33. ↑  Luzio с.34.
34. ↑  Coniglio с. 8.
35. ↑  Malacarne, 2010 .
36. ↑  Gonzaga: etimologia //   Посетен на 2023-9-15.
37. ↑  Pierino Pelati, Acque, terre e borghi del territorio mantovano. Saggio di toponomastica, Asola, 1996
38. ↑  Coniglio с. 1-11..
39. ↑  Brunelli с.26.
40. ↑  Brunelli с.28.
41. ↑  Brunelli с.36.
42. ↑  Coniglio с.16.
43. ↑  Coniglio с.50.
44. ↑  Brunelli с.4.
45. ↑  Brunelli с.56.
46. ↑  Brunelli с.64.
47. ↑  Coniglio с. 274.
48. ↑  Antegnati in Santa Barbara //    Архивиран от оригинала на 2021-1-26.
49. ↑  Murgia с.90..
50. ↑  Brunelli с. 88-90..
51. ↑  Brunelli с.101.
52. ↑  Brunelli с. 102-105..
53. ↑  Coniglio с.433.
54. ↑  Brunelli с.106.
55. ↑  Brunelli с. 108-109..
56. ↑  Coniglio с. 428.
57. ↑  Murgia с. 52-53-57.
58. ↑  Coniglio с.433.
59. ↑  Coniglio с.440..
60. ↑  Coniglio с. 469-470..
61. ↑  Coniglio с. 434.
62. ↑  Coniglio с.470.
63. ↑  Brunelli с.112.
64. ↑  Braglia с. 195.
65. ↑  Coniglio с. 473-499..
66. ↑  Coniglio с.473.
67. ↑  Coniglio с.482..
68. ↑  Clifford M. Brown;Paola Tosetti Grandi (a cura di), I Gonzaga di Bozzolo, Mantova, 2011
69. ↑  Brunelli с.164.
70. ↑  Cavazzoli с. 49.
71. ↑  Malacarne, 1992 с. 93-98..
72. ↑  Impresa della tortora //   Посетен на 20203-9-16.
73. ↑  Maioliche del Quattrocento a Pesaro: Frammenti di storia dell'arte ceramica dalla bottega dei Fedeli.   Altomani & Sons, 2004. ISBN 978-88-7038-404-8.
74. ↑  Impresa della museruola //   Посетен на 2023-9-16.
75. ↑  Ceramiche a Ralazzo //   Посетен на 2023-9-15.
76. ↑  5 capitelli da osservare tra Gonzaga, Bonacolsi, Visconti e damnatio memoriae //   Посетен на 2023-9-16.
77. ↑  Monica Centani. La medaglia di Isabella d'Este: Nemesi e le sue stelle //   Посетен на 2023-9-16.
78. ↑  Il rebus delle imprese rinascimentali e una nota sui loghi-rebus //   Посетен на 2023-9-16.
79. ↑  Il Rinascimento delle ceramiche maiolicate in Faenza.   Multigrafica, 1974.
80. ↑  I Gonzaga di Mantova: I Gonzaga marchesi : il sogno del potere : da Gianfrancesco a Francesco II (1432-1519).   Bulino edizioni d'arte, 2004. ISBN 978-88-86251-67-9.
81. ↑  Palazzo Te 1525 //    Архивиран от оригинала на 2016-3-31.
82. ↑  Antonio Maria Viani e la facciata del Palazzo Guerrieri a Mantova //   Посетен на 2023-9-16.
83. ↑  Quattrino con motto SIC //   Посетен на 2023-9-16.
84. ↑  Simon с. 319.
85. ↑  Arte antica e cultura antiquaria nelle collezioni venete al tempo della Serenissima.   L'ERMA di BRETSCHNEIDER, 2002. ISBN 978-88-8265-223-4.
86. ↑  Murgia с. 109 – 110..
87. ↑  Gonzaga: la celeste galeria : le raccolte.   Skira, 2002. ISBN 978-88-8491-342-5.
88. ↑  Andrea Tonni, Allevamento e diplomazia tra Mantova, Torino e Londra: lo scambio dei cavalli tra Cinquecento e Seicento (PDF)
89. ↑  Braglia с. 63..
90. ↑  Simon с.312.
91. ↑  Sala dei Cavalli //   Посетен на 2023-9-16.
92. ↑  Simon с.312.
93. 1 2  Simon с.313.
94. ↑  Scienza e magia alla Corte dei Gonzaga //    Архивиран от оригинала на 2015-4-17.
95. ↑  Simon с. 316.
96. ↑  Simon с. 318.
97. ↑  Carlo D'Arco,Notizie intorno agli arazzi disegnati da Raffaello e posseduti dai Gonzaga di Mantova.   Mantova. 1867
98. ↑  Giuseppe Amadei e Ercolano Marani (a cura di), I ritratti gonzagheschi della collezione di Ambras, Mantova, 1980
99. ↑  Monete della zecca di Mantova //   Посетен на 2023-9-16.
100. ↑  Giacomo Capitanio, Rodigo, Cronistoria (1050-1866), 2ª ed., Mantova, 1995
101. ↑  Brunetti с.1..
102. ↑  Claudia Colucci, Wainer Mazza, Il quaderno delle ricette della grande provincia mantovana, San Giovanni Lupatoto, 2007
103. ↑  Finanza e potere - Gli investimenti dei primi Gonzaga, su Gazzetta di Mantova //    Архивиран от оригинала на 2020-9-26.
104. 1 2 3 4 5  Soprintendenza Brescia, Cremona, Mantova.I Gonzaga //    Архивиран от оригинала на 2015-7-14.
105. ↑  Braglia с. 107.
106. ↑  Le monete dei Gonzaga. Ascesa e declino dei duchi di Mantova //   Посетен на 2023-9-16.
107. ↑  Philippe Daverio, Il tempo dei Gonzaga, Mantova, 16 novembre 2012, Mantova, Distretto culturale Le Regge dei Gonzaga
108. ↑  Mantova medievale. Francesco I Gonzaga //   Посетен на 2023-9-16.
109. ↑  Le collezioni Gonzaga //    Архивиран от оригинала на 2015-12-20.
110. ↑  Bazzotti с. 16.
111. ↑  Daniela Frigo. IL DUCATO DI MANTOVA E LA CORTE SPAGNOLA NELL'ETÀ DI FILIPPO II //    Архивиран от оригинала на 2016-4-2.
112. ↑  Bazzotti с. 17.
113. ↑  Brunelli с. 172-173..
114. ↑  Guida Michelin. Mantova //    Архивиран от оригинала на 2013-3-14.
115. ↑  EuropAmici. I Gonzaga //   Посетен на 2023-9-16.
116. ↑  Vincenzo Gonzaga. Il fasto del potere //    Архивиран от оригинала на 2015-7-14.
117. 1 2  Roberto Brunelli, I Gonzaga con la tonaca, Ciliverghe, 2005
118. ↑  Dai Bonacolsi ai Corradi da Gonzaga (PDF) //    Архивиран от оригинала на 2017-8-29.
119. ↑  Coniglio с. 434-437..
120. ↑  Murgia с. 110-111..
121. ↑  elenco dei Gonzaga deceduti nel 1630 //    Архивиран от оригинала на 2022-11-28. Посетен на 2023-09-15.
122. ↑  Cronaca universale della città di Mantova. Volume IV. //   Посетен на 2023-9-16.
123. ↑  1707 addio Gonzaga //   Посетен на 2023-9-16.
124. ↑  Brunelli с. 144-148..
125. ↑  Associazione per i monumenti domenicani (a cura di), Sepolcri Gonzagheschi, Mantova, 2013
126. ↑  Brunelli с.177.
127. ↑  Amadei с.115.
128. ↑  Mario Castagna;Valerio Predari (a cura di), Stemmario mantovano, volume I, Montichiari, 1991
129. ↑  Boschetti Gian Galeazzo //   Посетен на 2023-9-16.
130. ↑  Francesco Schröeder,Repertorio genealogico delle famiglie confermate nobili e dei titolati nobili esistenti nelle Provincie Venete. Т. Vol. 1.   Venezia, Tipografia di Alvisopoli. с. 174-177.
131. ↑  Augusto Campana e Paola Medioli Masotti,Bartolomeo Sacchi il Platina (Piadena 1421-Roma 1481): atti del Convegno internazionale di studi per il V centenario, Cremona, 14-15 novembre 1981.   Antenore, 1986. ISBN 978-88-8455-052-1.
132. ↑  Diligenti с. 164.
133. ↑  Diligenti с. 177.
134. ↑  Crollalanza с. 214.
135. ↑  Floriano Dolfo. Lettere ai Gonzaga //   Посетен на 2023-9-16.
136. ↑  Treccani.it. Filangieri di Candida Gonzaga Antonio //   Посетен на 2023-9-16.
137. ↑  Mario Castagna, Valerio Predari, Stemmario mantovano. Vol I, Montichiari, с.166-168, 1991
138. ↑  Associazione "Bichi Reina Leopardi Dittajuti" - La famiglia Nembrini Gonzaga //   Посетен на 2023-9-16.
139. ↑  Giovan Battista di Crollalanza, Dizionario storico blasonico delle famiglie nobili o notabili italiane estinte e fiorenti, 1886, с. 337, Vol.2
140. ↑  Il castello di Uviglie //    Архивиран от оригинала на 2016-09-12. Посетен на 2023-9-16.
141. ↑  I giardini dei Gonzaga. Un atlante per la storia del territorio.   Spoleto, Del Gallo Editori. ISBN 978-88-99244-14-9. с. 347-348.
142. ↑  I luoghi dei Valenti Gonzaga //    Архивиран от оригинала на 2015-4-3.
143. ↑  Genealogia del Gonzaga di Sabbioneta e Bozzolo //   Посетен на 2023-9-16.
144. ↑  Famiglie nobili napoletane. Catalano Gonzaga //   Посетен на 2023-9-16.
145. ↑  Catalano Gonzaga //   Посетен на 2023-9-16.
146. ↑  I Gonzaga di Vescovato //   Посетен на 2023-9-16.
147. ↑  Storia d'Italia continuata da quella del Guicciardini sino al 1789 di Carlo Botta: Tom. 9.-10.   Tip. di G. Ruggia e C., 1835.
148. ↑  Treccani.it. Vincenco Grimani //   Посетен на 2023-9-16.
149. ↑  Paloma Torrijas //   Посетен на 2023-9-16.
150. ↑  Il leone rossiano //   Посетен на 2023-9-16.
151. ↑  Il castello di Agazzano //    Архивиран от оригинала на 2015-11-17.
152. ↑  В Гацуоло и Сан Мартино дел'Арджине клонът Боцоло управлява съответно до 1570 и 1555 г.
153. ↑  Brunelli с.170.
154. ↑  Storia della spiritualità cristiana. 700 autori spirituali.   Gribaudi, 2005. ISBN 978-88-7152-821-2.
155. ↑  Ercole Gonzaga //   Посетен на 2023-9-16.

|  | Тази страница частично или изцяло представлява превод на страницата Gonzaga в Уикипедия на италиански. Оригиналният текст, както и този превод, са защитени от Лиценза „Криейтив Комънс – Признание – Споделяне на споделеното“, а за съдържание, създадено преди юни 2009 година – от Лиценза за свободна документация на ГНУ. Прегледайте историята на редакциите на оригиналната страница, както и на преводната страница, за да видите списъка на съавторите. ВАЖНО: Този шаблон се отнася единствено до авторските права върху съдържанието на статията. Добавянето му не отменя изискването да се посочват конкретни източници на твърденията, които да бъдат благонадеждни. |